# Cérémonie d'ouverture des Jeux olympiques d'été de 2024
La cérémonie d'ouverture des Jeux olympiques d'été de 2024, baptisée « La Seine olympique », a lieu dans la soirée du 26 juillet 2024 sur la Seine à Paris, avec les cérémonies protocolaires au pied de la tour Eiffel et dans les jardins du Trocadéro.
Cette cérémonie d'ouverture des Jeux olympiques d'été 2024 se démarque des précédentes par sa tenue hors d'un stade, une première dans l'histoire des Jeux olympiques, le spectacle prenant place essentiellement le long des quais de la Seine. Douze tableaux thématiques mettent en valeur les savoir-faire et réussites culturelles de la France (artisanat d'art, mode, cinéma, danse, musique) et certains épisodes de son histoire.
En France, la cérémonie, diffusée sur France 2, réunit 23,24 millions de téléspectateurs (soit 83,1 % de part de marché). Il s'agit d'un record d'audience pour la chaîne de service public et la deuxième meilleure audience de l'histoire de la télévision française, après la finale de la Coupe du monde de football 2022. En comptant les visionnages en replay (1,2 million de téléspectateurs), il s'agit du programme le plus regardé de l'histoire de la télévision française, signant également la meilleure audience de l'histoire de la télévision française lors du passage de la chanteuse Aya Nakamura avec un pic de 31,4 millions de téléspectateurs.
Outre son cadre d'exécution inédit, qui permet une jauge de spectateurs exceptionnelle pour une cérémonie d'ouverture, celle-ci, qui se déroule sous une pluie battante, est marquée par la présence de nombreuses légendes du sport, et la prestation de célébrités internationales de l'industrie musicale, Lady Gaga, Gojira, Aya Nakamura et Céline Dion, qui conclut la cérémonie d'ouverture.

## Contexte
Alors que lors de la phase de candidature, le Stade de France a été envisagé de manière assez classique pour y tenir les cérémonies, il est annoncé le 13 décembre 2021, par le comité olympique de Paris 2024, que l'ouverture des Jeux olympiques de Paris sera organisée le 26 juillet 2024 sous la forme d'un défilé de bateaux sur la Seine - la devise de Paris étant Fluctuat nec mergitur (« Elle est battue par les flots mais ne sombre pas »), elle évoque « l'idée de vitalité, de force, de perpétuité… de cette ville ». La cérémonie est dès lors surnommée « La Seine olympique »,,.
Ce spectacle doit avoir lieu sur un trajet de six kilomètres, du pont d'Austerlitz, jusqu'au pont d'Iéna. Il est prévu d'installer la flamme olympique place du Trocadéro, face à la Tour Eiffel. Des tribunes provisoires seront aménagées le long de ce parcours au bord du fleuve pour que plus de 300 000 personnes puissent y assister,.
C'est la première fois depuis la création des Jeux olympiques qu'une cérémonie d'ouverture ne se déroule pas dans un stade. Cette cérémonie sera d'ailleurs la plus importante en nombre de spectateurs.
Les forces de sécurité et divers spécialistes de la question s’inquiètent des enjeux sécuritaires liés à une cérémonie se déroulant sous ce format inédit,. L'Élysée choisit cependant de passer outre aux réticences de la préfecture de Police.

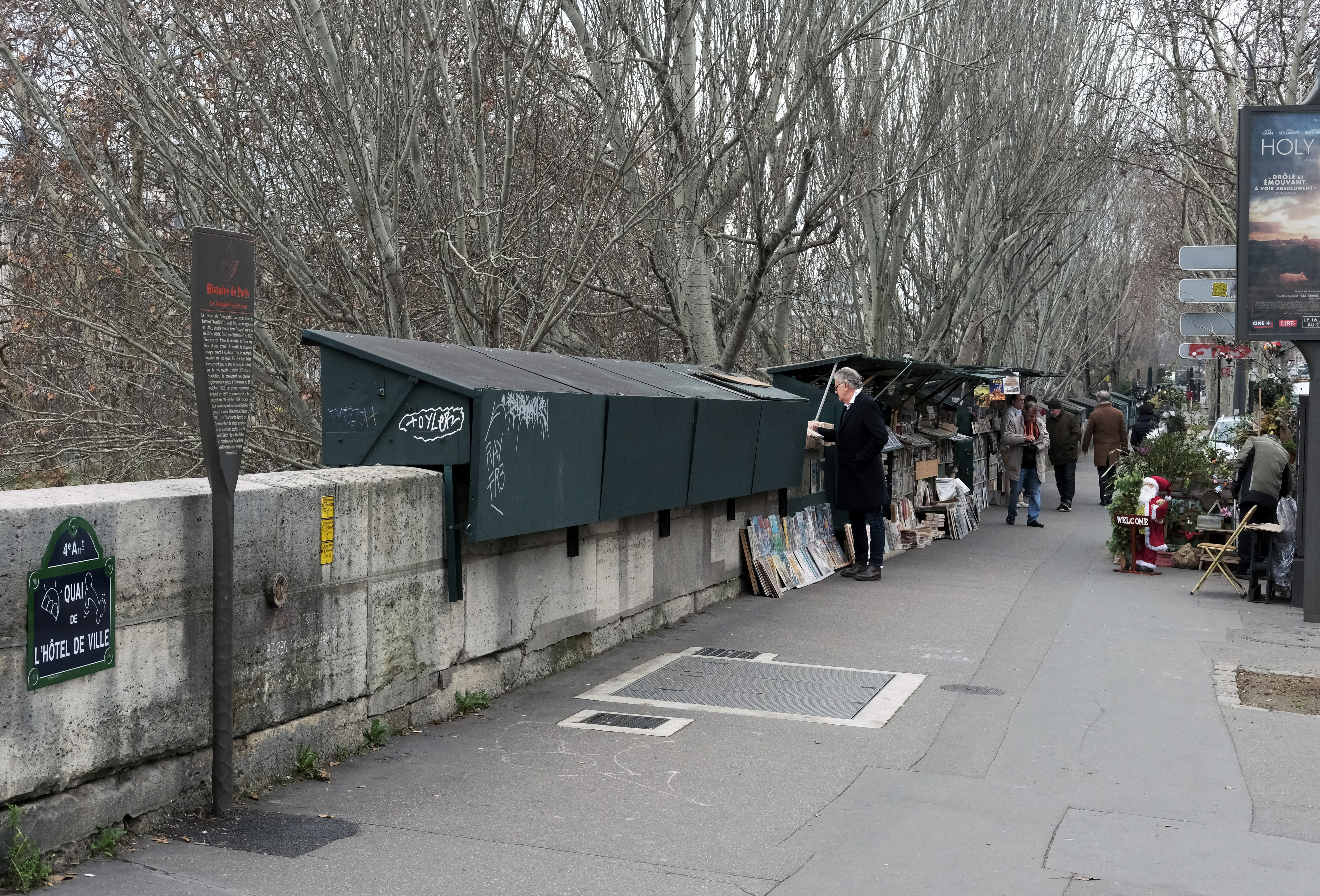
Bouquinistes sur le quai de l'Hôtel-de-Ville. La cérémonie d'ouverture n'inclura pas ces quais hauts.

En juillet 2023, la Préfecture de police annonce que 570 boîtes des bouquinistes installés sur les quais de la Seine — soit 59 % d'entre elles — devront être retirées durant la période des Jeux. Cette exigence suscite une vive réprobation de la part de nombre de Parisiens et une forte inquiétude des bouquinistes en raison du risque de dégradation des boîtes, même si la ville de Paris s'engage à prendre en charge les réparations éventuelles. En février 2024, la présidence de la République renonce à déplacer les caisses des bouquinistes et décide en conséquence de réduire la capacité d'accueil de la cérémonie.

## Préparatifs

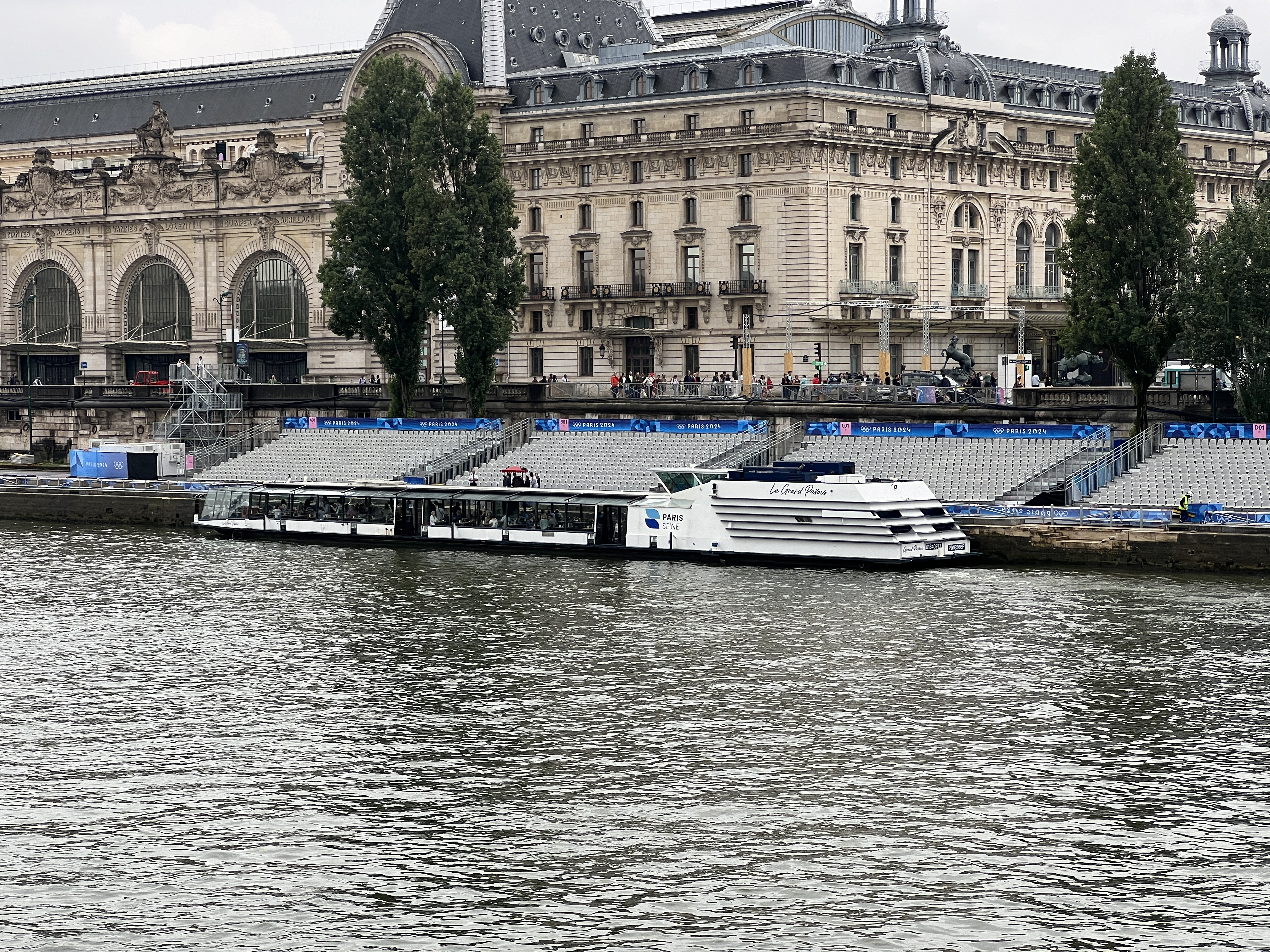
Gradins installés devant le Musée d'Orsay.

En septembre 2022, le comité d'organisation nomme le metteur en scène Thomas Jolly comme directeur artistique des quatre cérémonies (ouverture et clôture des Jeux olympiques, et des Jeux paralympiques). Il est assisté de l'historien Patrick Boucheron, de la scénariste Fanny Herrero, du dramaturge Damien Gabriac et de l'écrivaine Leïla Slimani. Ce travail de construction passe notamment par un repérage en bateau et des ateliers d'écriture en commun. Thomas Jolly justifie ce casting par la nécessité de trouver des talents « complémentaires ». Patrick Boucheron cite la parade de Jean-Paul Goude lors du bicentenaire de la Révolution comme une inspiration et assume avoir imaginé le « contraire d’une histoire virile, héroïsée et providentielle ».
La matinée du 17 juillet 2023, une répétition est organisée avec une quarantaine d'embarcations (contre 170 bateaux prévus en 2024, dont 91 pour les athlètes, complétés par une réserve de 25 bateaux) entre les ponts d’Austerlitz et d’Iéna. Un second passage est organisé avec un test de remorquage d'un navire en panne. La circulation fluviale est répartie sur trois voies : une pour les athlètes, une pour les médias et une pour l’assistance et la sécurité.
Le 8 mai 2024, à l'occasion de l'arrivée de la flamme olympique à Marseille, Victor Le Masne est annoncé comme directeur musical des cérémonies et compositeur du thème musical officiel des Jeux.
Le 24 juin, Daphné Bürki est désignée directrice « stylisme et costumes » des quatre cérémonies de Paris 2024.
Aux côtés de Thomas Jolly, Maud Le Pladec est la chorégraphe et directrice de la danse pour les différentes cérémonies dont celle d'ouverture, pour piloter les quelque 3 500 danseurs qui se produiront sur les quais, les ponts et les berges parisiens, avec pour ambition d'« intégrer toutes les cultures de la danse »,.
À partir du 20 juillet, une partie des bateaux de la parade stationnent entre le pont Nelson Mandela d’Ivry-sur-Seine et le pont Charles-de-Gaulle, dans le 13e arrondissement de Paris. La navigation est interrompue sur cette partie de la Seine jusqu’au 27 juillet 11h. Le survol de la ville ainsi que le décollage et l'atterrissage d'avions sur le Bassin parisien, et dans une zone de 150 km autour de Paris, est interdit durant toute la cérémonie.

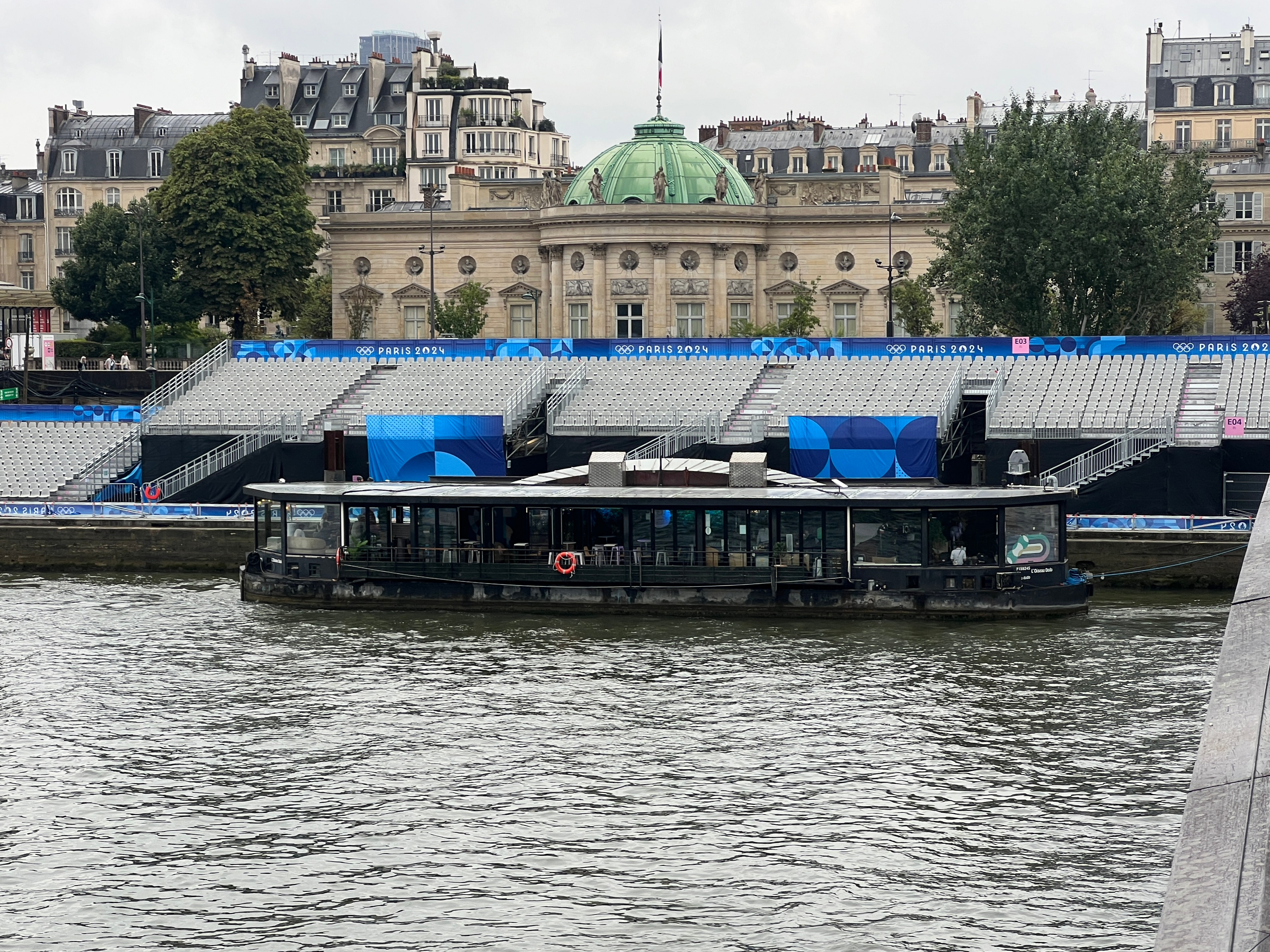
Gradins de spectateurs devant le musée de la Légion d'honneur.

Un film documentaire intitulé Cérémonie d’ouverture : premiers secrets par Manuel Herrero, livre de nombreux indices lors de sa diffusion en deux parties sur France 2 lors des deux soirées précédant la cérémonie.
Au lendemain de la cérémonie, Thomas Jolly déclare au journal Le Monde que l'objectif de sa mise en scène était de mettre en avant « des idées républicaines, d’inclusion, de bienveillance, de générosité et de solidarité ». Ainsi, Thomas Jolly assume que la cérémonie qu'il a organisée avait une dimension politique. Patrick Boucheron, qui refuse l'étiquette de « conseiller historique » pour préférer celle d'« auteur », assume également être « [parti] des clichés et [avoir] regardé comment ça se travaillait » et assure n'avoir « rien supprimé de notre histoire. Au contraire, on a augmenté, on a rajouté ».
Le Service olympique de radiotélévision (OBS) déploie plus de cent systèmes de caméras ainsi que huit drones, trois hélicoptères et quatre bateaux stabilisés et équipés sur mesure. Ils fournissent les images au monde entier y compris la France.

## Déroulement

### Parcours hors norme
Le défilé des délégations lors de la cérémonie d'ouverture se déroule sur des barges qui descendent la Seine vers les jardins du Trocadéro. Près de 10 500 athlètes pour le défilé des 206 délégations internationales montent sur 160 bateaux et embarcations,.

Le trajet de six kilomètres est en grande partie choisi pour sa richesse architecturale illustrée par de nombreux monuments parisiens. La cérémonie débute à 19 h 30 (heure locale) au niveau du pont d'Austerlitz, où embarquent les 10 500 athlètes.
La durée totale de la cérémonie est estimée à trois heures et demie pour faire passer toutes les barges avec les athlètes embarquant un peu avant le pont d'Austerlitz au niveau du Jardin des plantes.
Il s'ensuit un trajet sous plus de huit ponts et passerelles dont le pont Alexandre-III, avant l'arrivée au pont d'Iéna face à la tour Eiffel. Le trajet de la cérémonie passe entre l'île de la Cité et l'île Saint-Louis, permettant une vue imprenable de différents points de lieux de la capitale. Le parcours met en valeur les nombreux monuments du bord de Seine.

Monuments rencontrés lors du parcours sur la Seine depuis le point de départ
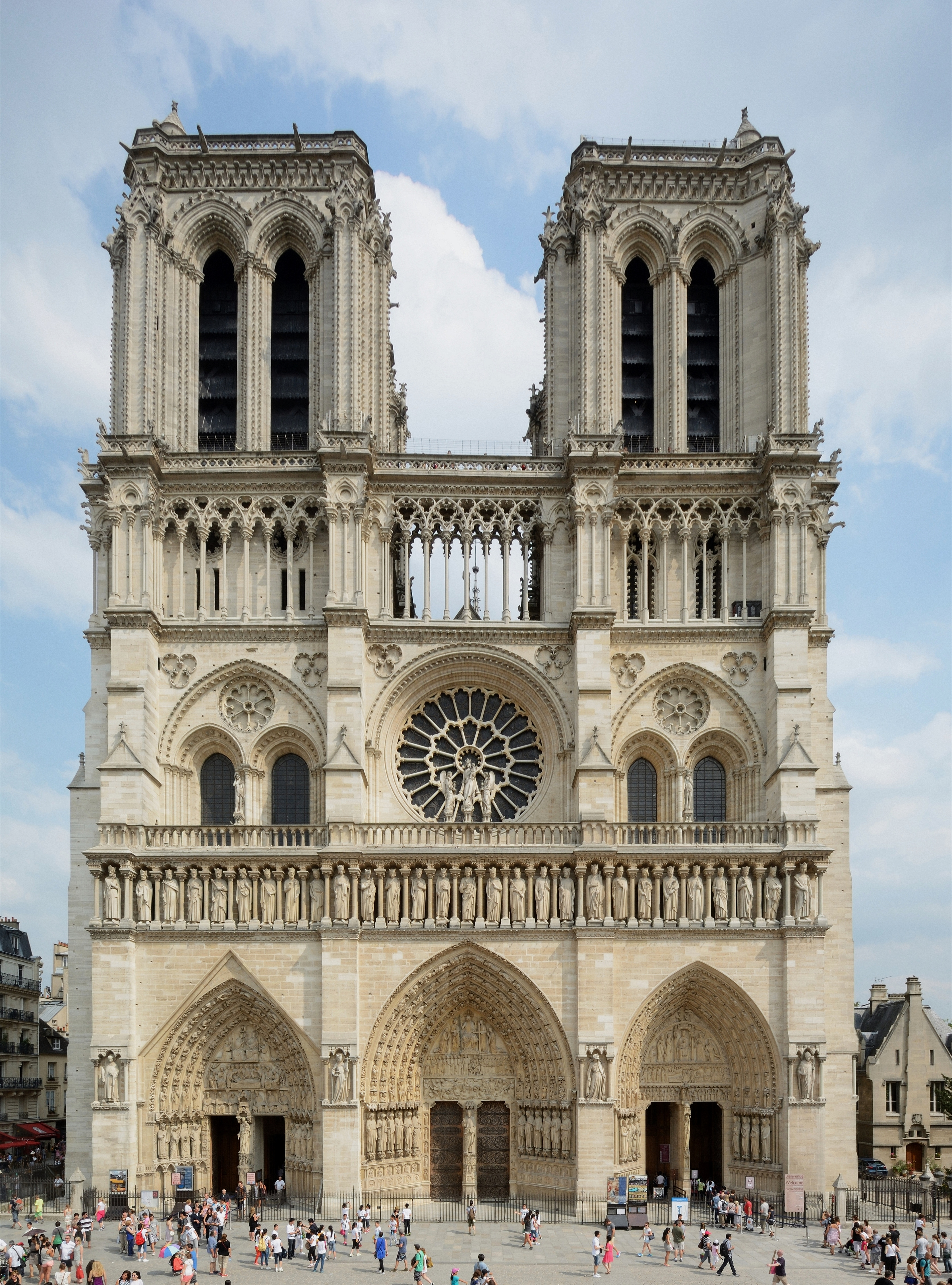
Cathédrale Notre-Dame de Paris, à 1,8 km.
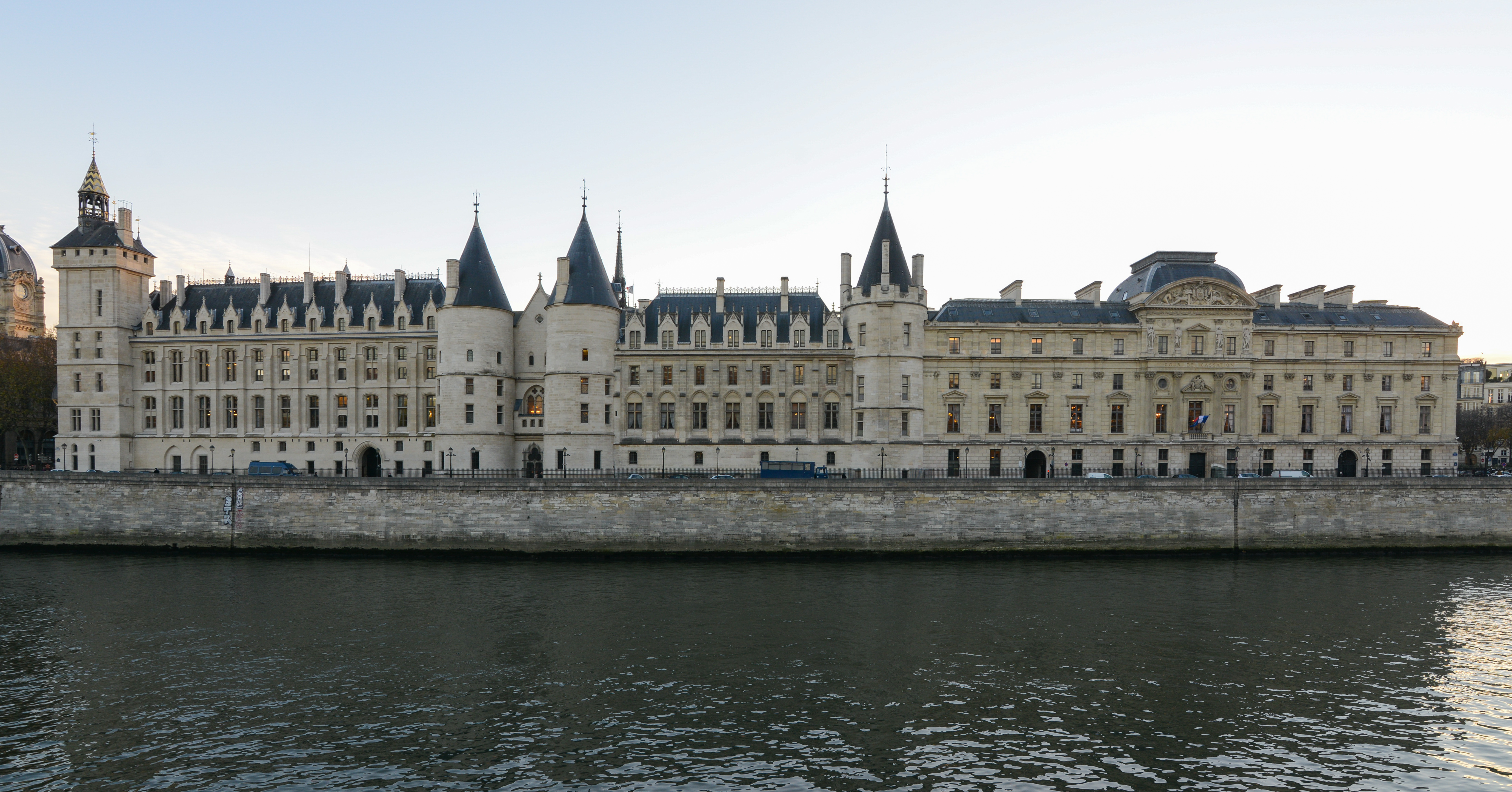
Conciergerie, à 2,2 km.
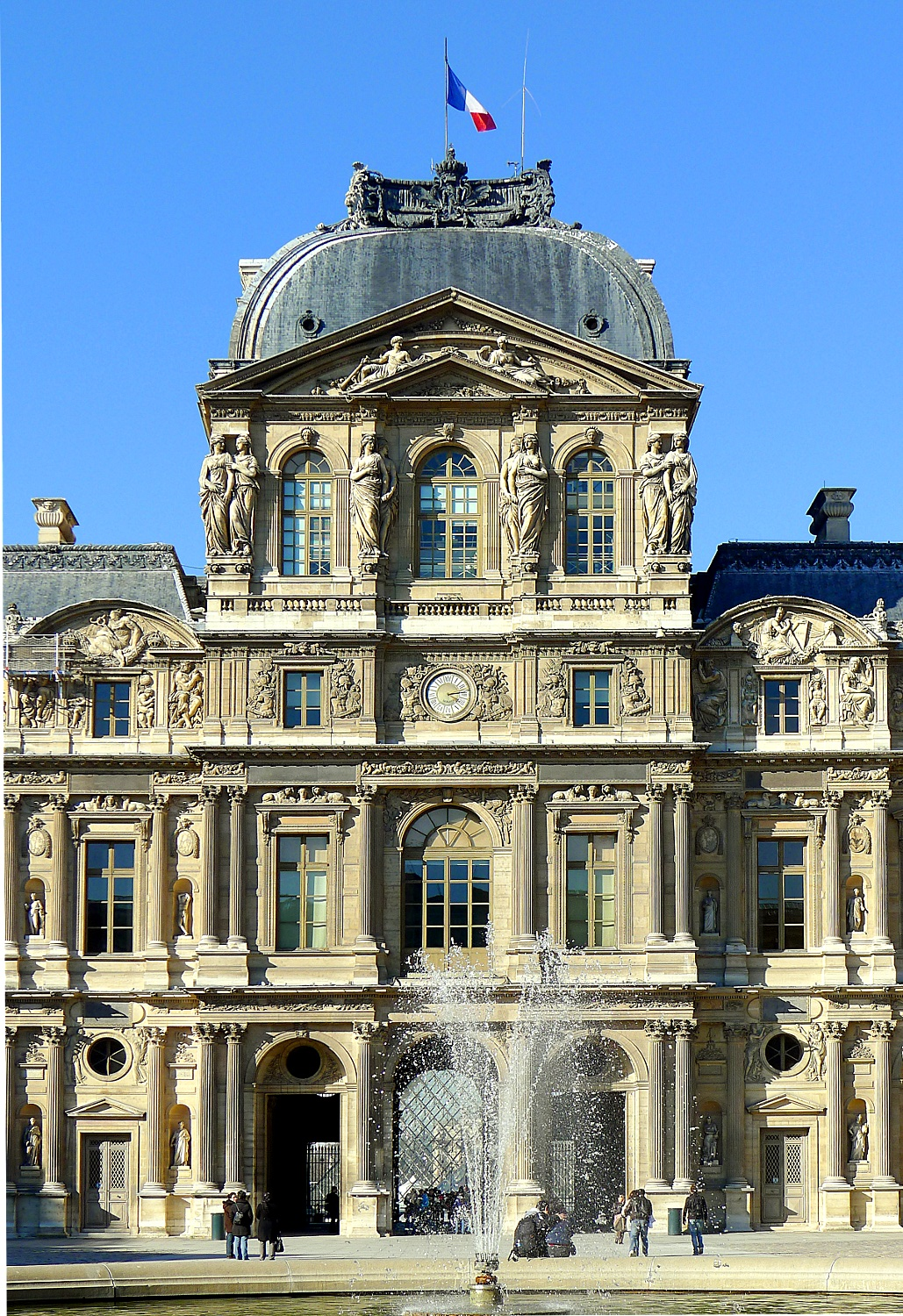
Palais du Louvre, à 3,1 km.
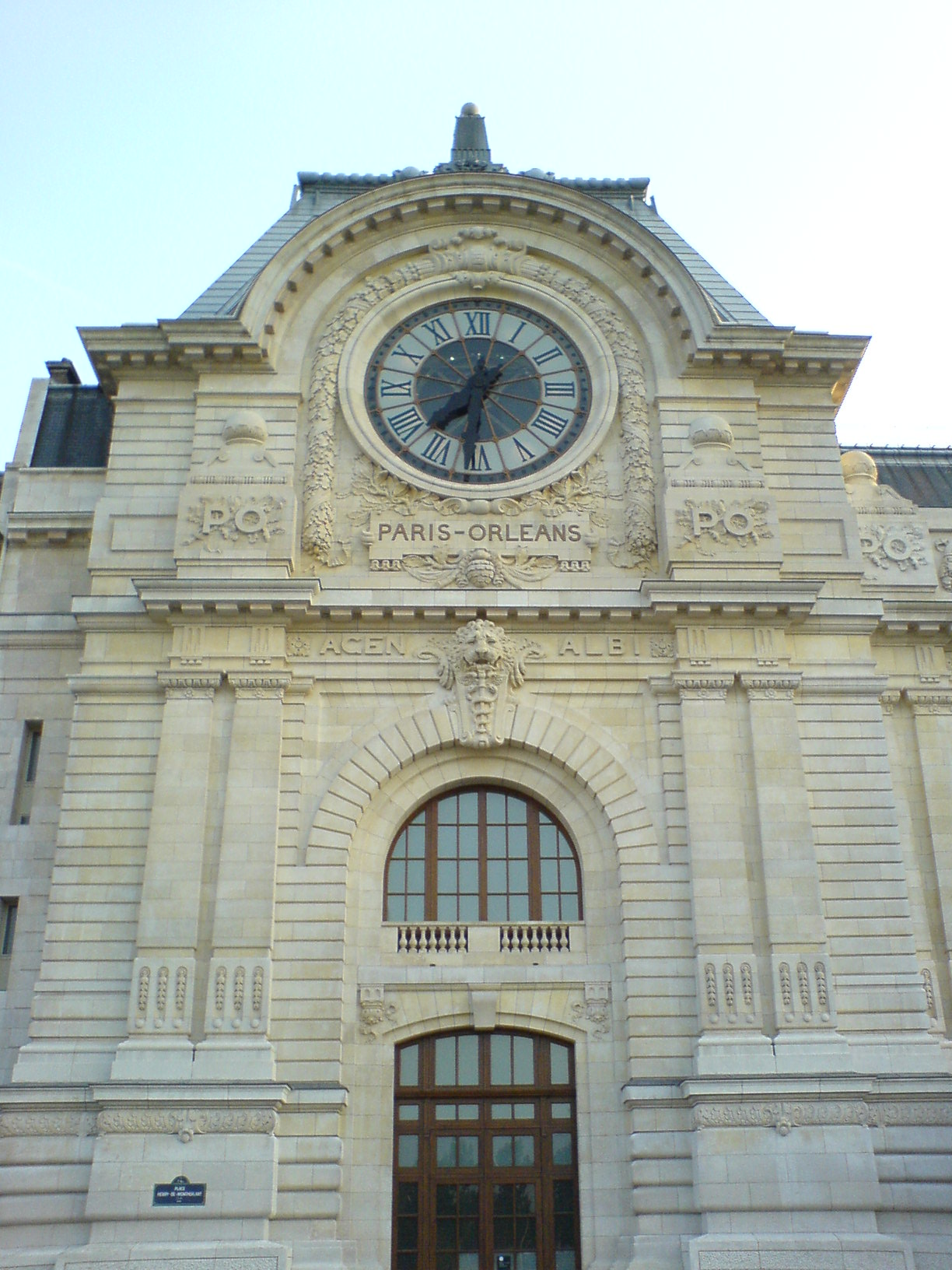
Musée d'Orsay, à 3,7 km.
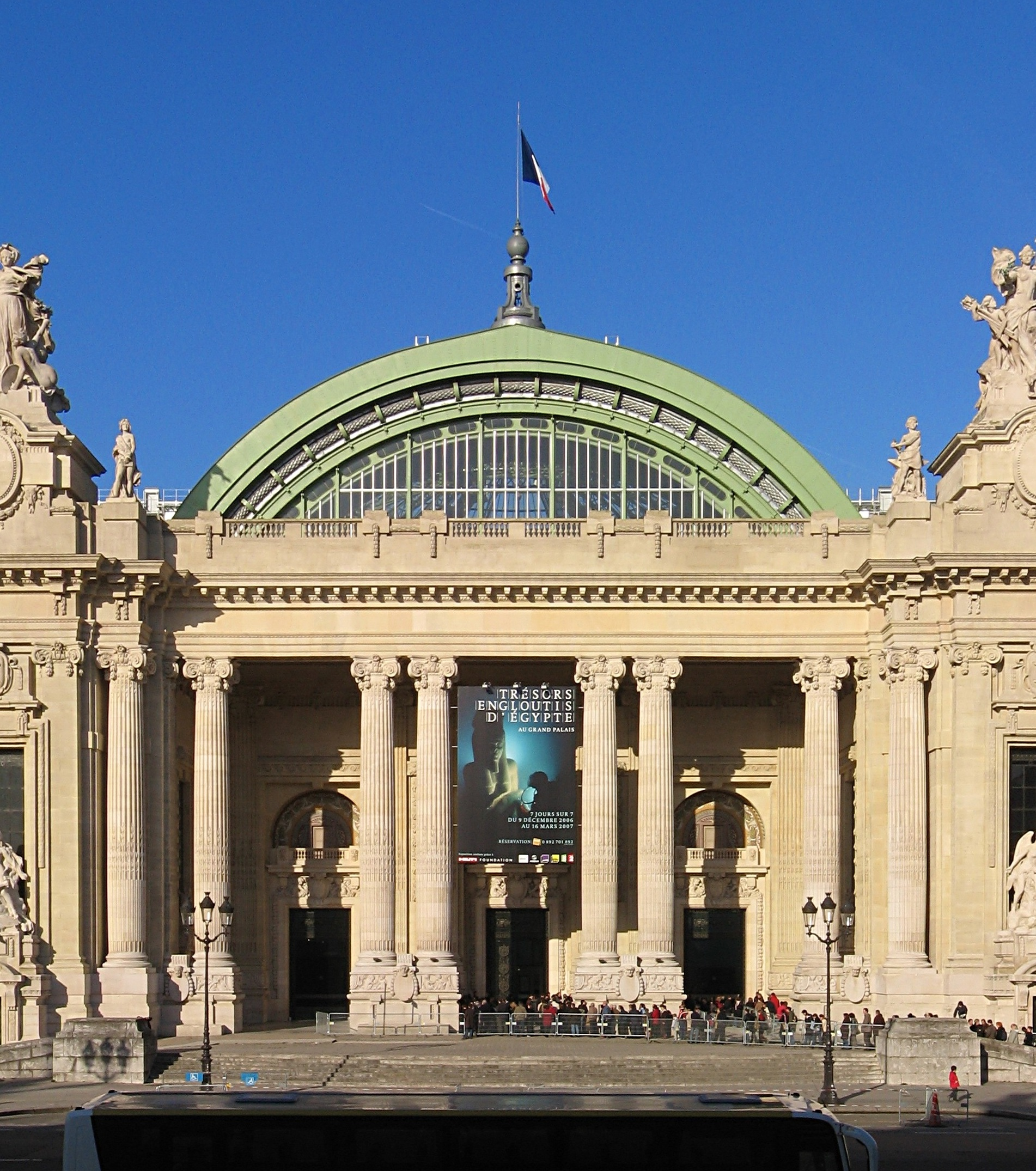
Grand Palais, à 4,9 km.
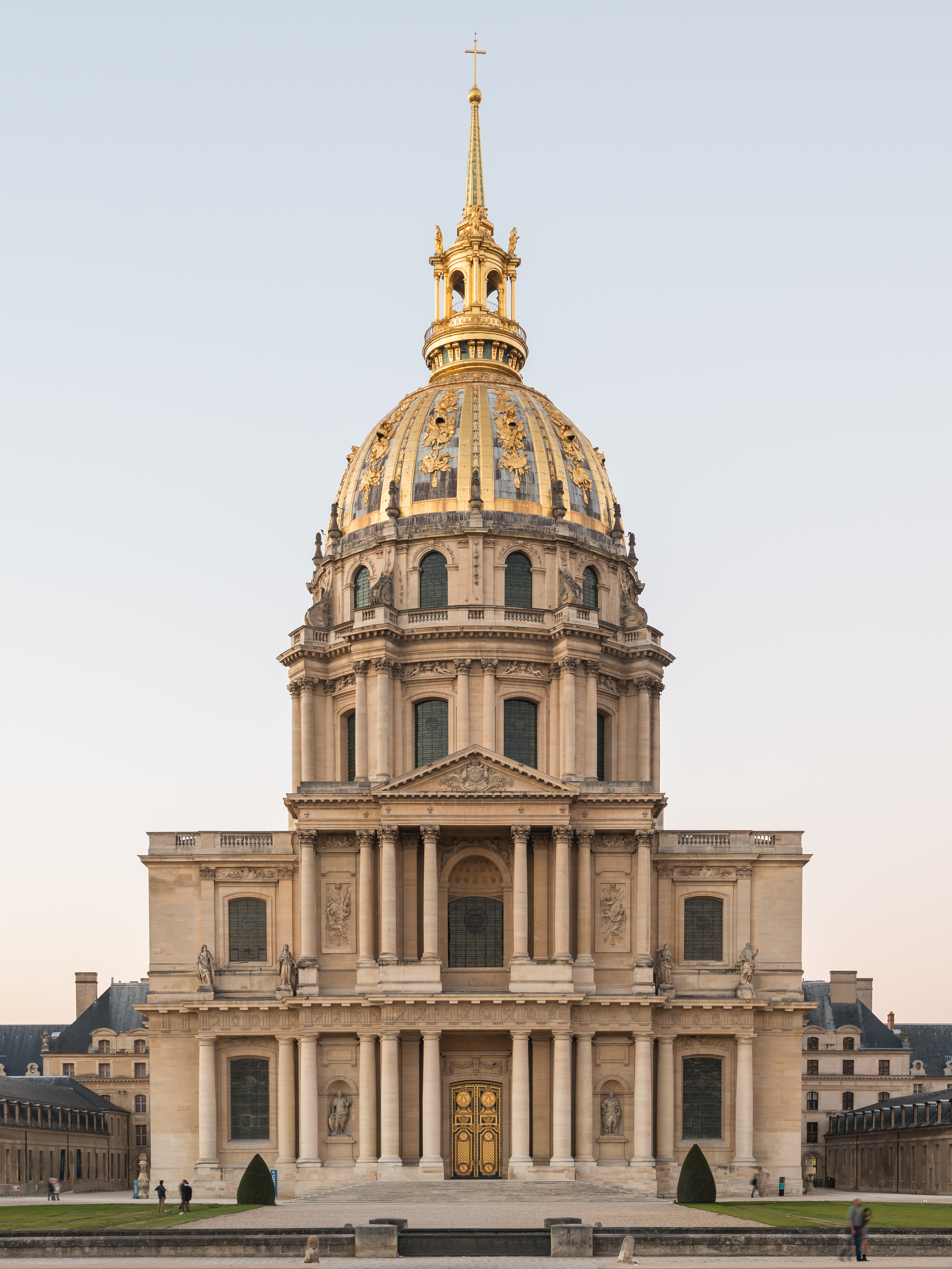
Hôtel des Invalides, à 5 km.
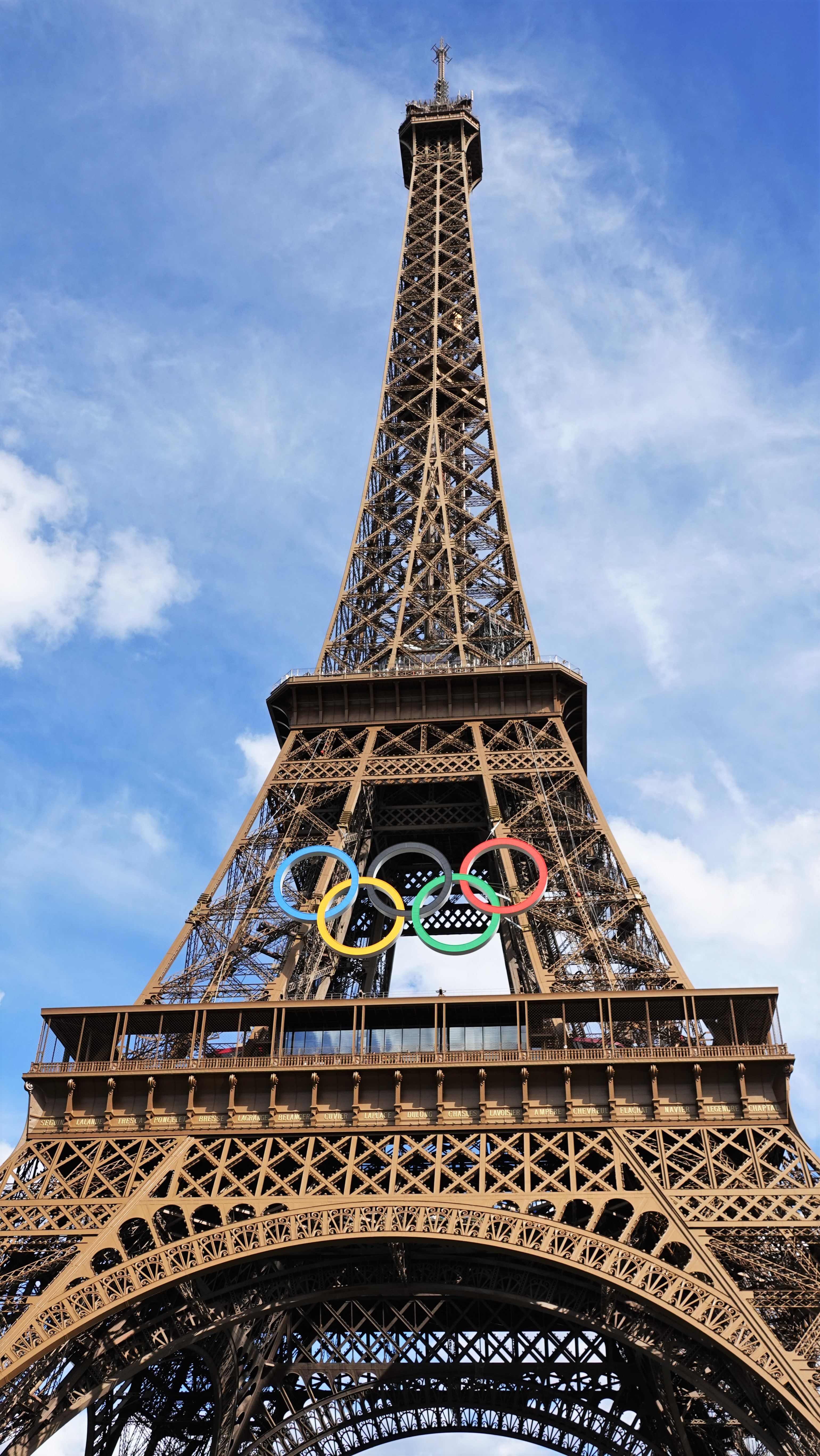
Tour Eiffel, à 6 km.

### Programme complet
Précédé dans l'après-midi d'un concert de chansons donné par Slimane et Lara Fabian, soutenus par un orchestre symphonique devant la Basilique Saint-Denis, le programme de la cérémonie d'ouverture des Jeux se découpe en douze chapitres thématiques, :
| N°. | Titre         | Horaires (CEST : UTC+2)[réf. nécessaire] |
| --- | ------------- | ---------------------------------------- |
| 1   | Prologue      | 19 h 30 - 19 h 39                        |
| 2   | Enchanté      | 19 h 39 - 20 h 4                         |
| 3   | Synchronicité | 20 h 4 - 20 h 13                         |
| 4   | Liberté       | 20 h 13 - 20 h 22                        |
| 5   | Égalité       | 20 h 22 - 20 h 28                        |
| 6   | Fraternité    | 20 h 28 - 20 h 54                        |
| 7   | Sororité      | 20 h 54 - 21 h 1                         |
| 8   | Sportivité    | 21 h 1 - 21 h 21                         |
| 9   | Festivité     | 21 h 21 - 22 h 6                         |
| 10  | Obscurité     | 22 h 6 - 22 h 13                         |
| 11  | Solidarité    | 22 h 13 - 22 h 34                        |
| 12  | Solennité     | 22 h 34 - 23 h 5                         |
| 13  | Éternité      | 23 h 5 - 23 h 24                         |
| 14  | Épilogue      | 23 h 24 - 23 h 29                        |

#### Introduction

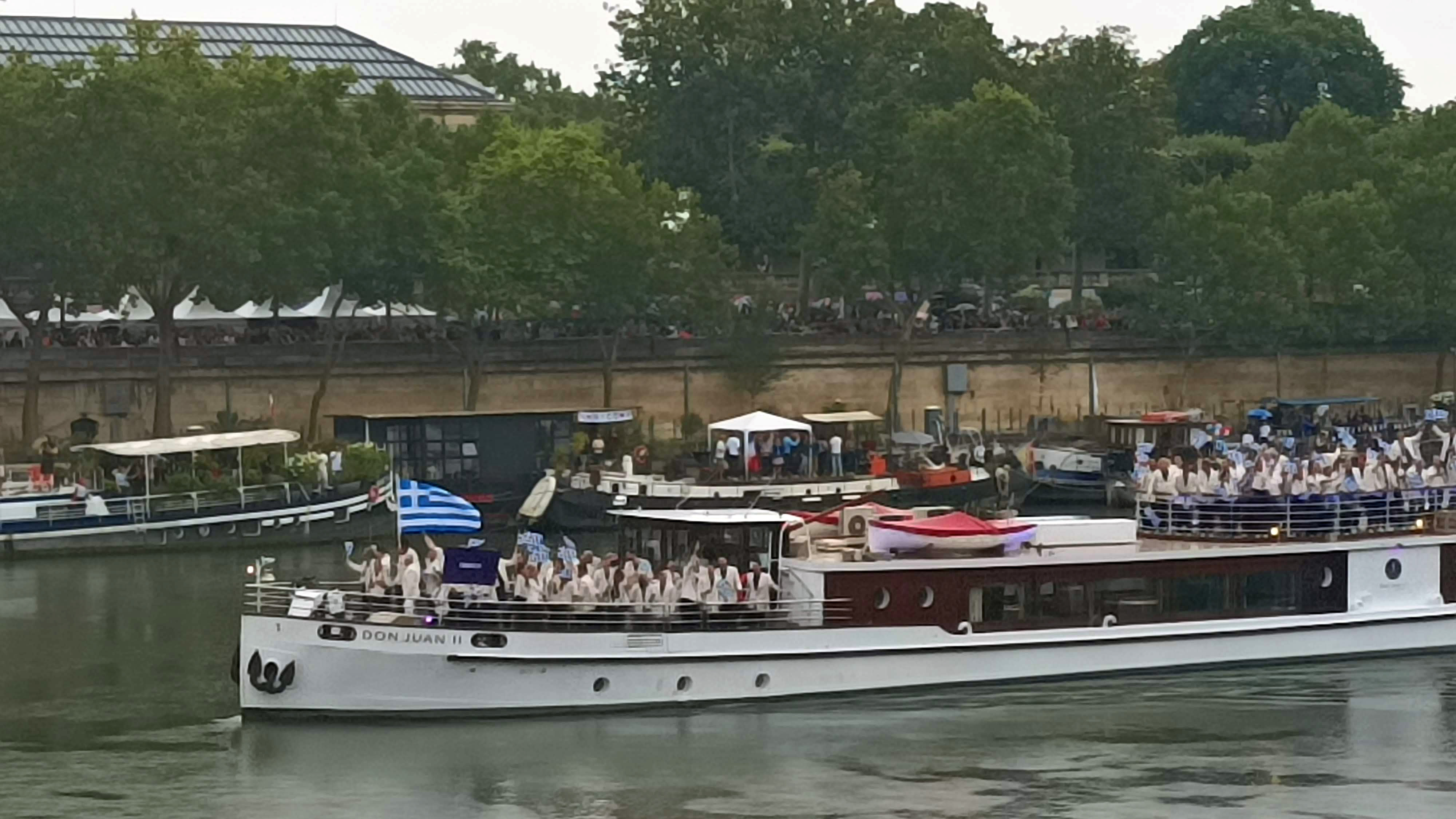
La délégation de la Grèce.

La cérémonie démarre après une séquence humoristique introductive, enregistrée et diffusée, mettant en scène l'humoriste Jamel Debbouze portant fièrement la flamme olympique au sein d'un Stade de France qu'il découvre désert, et sous ses yeux éberlués, s'écriant « Eh ! Les Jeux Olympiques !? », puis « Zizou-Christ ! », Zinédine Zidane, référence au film Astérix et Obélix : Mission Cléopâtre apparaît devant lui en costume, cravate et baskets, et la récupère de ses mains : « Laisse, j'm'en occupe ». Le footballeur plonge ensuite avec elle dans les entrailles du métro parisien pour acheter un ticket et monter dans une rame à quai, tombant rapidement en panne. Par une fenêtre du compartiment, Zidane remet la torche à un trio d'enfants sur le quai, figurant les trois occurrences où Paris a accueilli les Jeux (1900-1924-2024), qui traversent alors une partie des catacombes et le lac souterrain sous l'Opéra Garnier. Ils arrivent ensuite dans la partie couverte du canal Saint-Martin où gigotent des rats et le crocodile Eléonore, et découvrent un personnage encapuchonné et masqué qui les invite à monter dans une barque pour les conduire à l'extérieur sur la Seine, et ainsi prendre le relais.
Ce porteur de flamme masqué de gaze blanche, qui apparaît entre les tableaux, sur la Seine comme sur les toits de Paris, sert de fil rouge à toute la cérémonie qui se déroule entièrement sous la pluie qui s'y est invitée depuis la fin de l'après-midi. Le mystérieux personnage, représentant un « super-héros français » d'après Daphné Bürki, rend hommage à différents personnages masqués de la culture française, comme Le Fantôme de l'Opéra, Belphégor, l'Homme au masque de fer, Fantômas, Arsène Lupin, Fantômette, mais également la série de jeux vidéo Assassin's Creed. Son agilité et sa façon acrobatique de se déplacer évoque le parkour. Le porteur de flamme masqué est interprété par douze personnes dont Simon Nogueira et Lilou Ruel, spécialistes du Parkour.

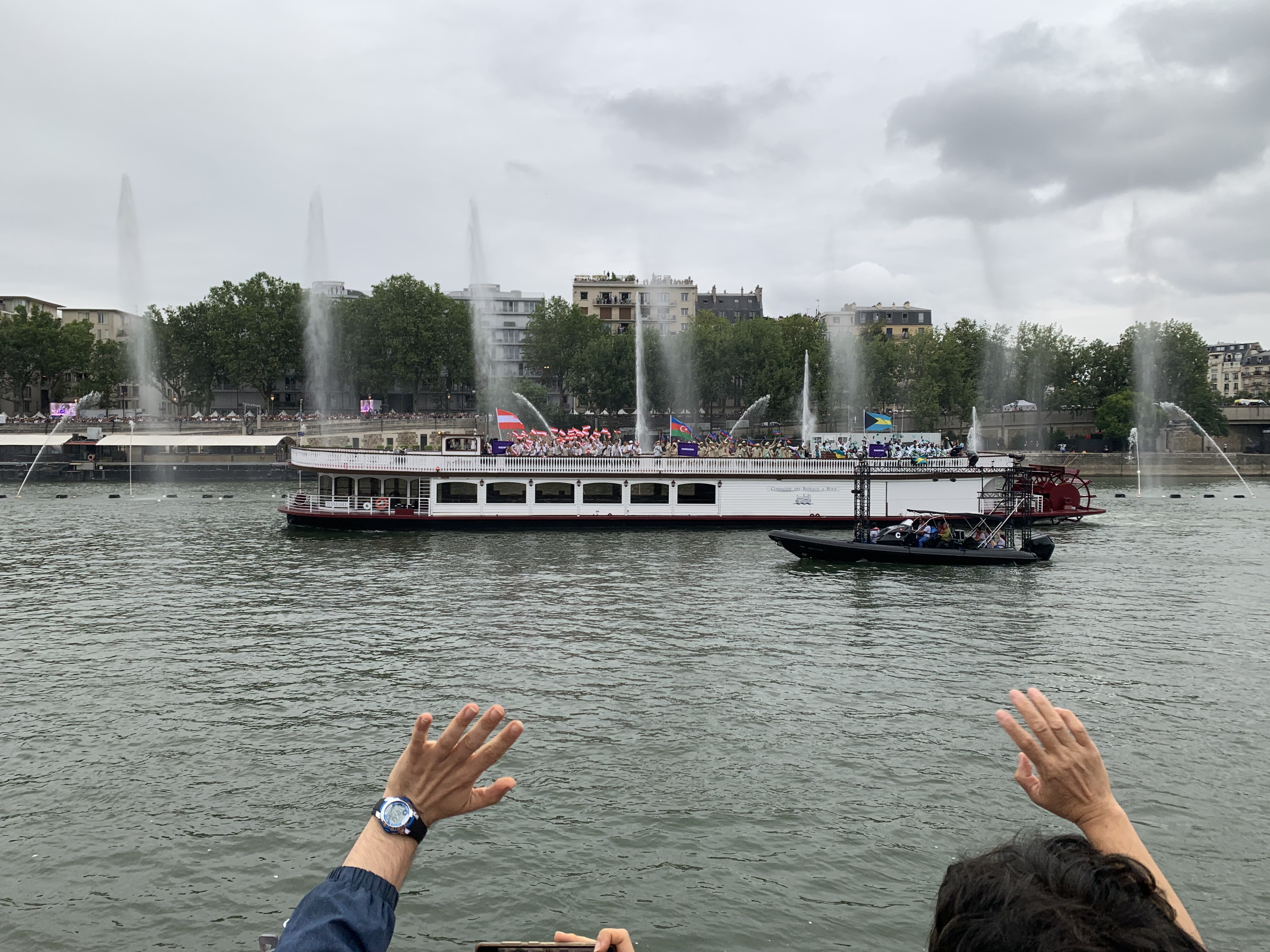
Les délégations de l'Autriche, de l'Azerbaïdjan et des Bahamas.

Le défilé des délégations démarre à 19 h 30. Les athlètes des délégations de tous les pays concourant, munis de leurs drapeaux nationaux, prennent place sur des bateaux-mouches, des péniches et autres embarcations de différentes tailles qui se suivent sur la Seine ; ces 85 bateaux de capacité diverse transportent une à plusieurs délégations sportives, selon la composition de chacune. Le nom de chaque pays s'affiche alors sur une banderole violette, en français sur la face visible côté tribord et en anglais sur celle à bâbord, placée à côté des délégations qui saluent avec enthousiasme malgré la pluie dont beaucoup se protègent à l'aide de capes transparentes.
La première séquence s'ouvre avec une immense brume tricolore constituée de vapeur d'eau aux couleurs du drapeau de la France, qui se déploie sur toute la longueur du pont d'Austerlitz pour planer un temps au-dessus de lui.
Alors que l'accordéoniste Félicien Brut, perché sur le pont d'Austerlitz, joue quelques notes, le dessous est transformé par un rideau d'eau théâtral s'ouvrant pour laisser défiler les délégations sportives des pays dans l'ordre alphabétique - en langue française, suivant la Grèce, comme le veut la tradition rendant hommage aux Jeux olympiques antiques, et le contingent des athlètes réfugiés ensemble réunis, de la délégation de l'Afghanistan jusqu'à celle du Bahreïn inclus.
| N°  | Pays                          | Porte-drapeau masculin     | Porte-drapeau masculin | Porte-drapeau féminin     | Porte-drapeau féminin  | Barge           | Ref.   |
| N°  | Pays                          | Athlète                    | Discipline             | Athlète                   | Discipline             | Barge           | Ref.   |
| --- | ----------------------------- | -------------------------- | ---------------------- | ------------------------- | ---------------------- | --------------- | ------ |
| 01  | Grèce                         | Giánnis Antetokoúnmpo      | Basket-ball            | Antigóni Drisbióti        | Athlétisme             | Don Juan II     | [ 42 ] |
| 02  | Équipe olympique des réfugiés | Yahya Al-Ghotany           | Taekwondo              | Cindy Ngamba              | Boxe                   | Le Gavroche     | [ 43 ] |
| 03  | Afghanistan                   | Sha Mahmood Noor Zahi (en) | Athlétisme             | Fariba Hashimi            | Cyclisme               | La Flûte        | [ 40 ] |
| 04  | Afrique du Sud                | Akani Simbine              | Athlétisme             | Caitlin Rooskrantz        | Gymnastique artistique | La Flûte        | [ 44 ] |
| 05  | Albanie                       | Zelimkhan Abakarov (en)    | Lutte                  | Kaltra Meça               | Natation               | La Flûte        | [ 40 ] |
| 06  | Algérie                       | Yasser Triki               | Athlétisme             | Amina Belkadi             | Judo                   | La Flûte        | [ 45 ] |
| 07  | Allemagne                     | Dennis Schröder            | Basket-ball            | Anna-Maria Wagner         | Judo                   | La Flûte        | [ 46 ] |
| 08  | Andorre                       | Nahuel Carabaña (en)       | Athlétisme             | Mònica Dòria Vilarrubla   | Canoë-kayak            | Tivano          | [ 47 ] |
| 09  | Angola                        | Edmilson Pedro             | Judo                   | Azenaide Carlos           | Handball               | Tivano          | ,      |
| 010 | Antigua-et-Barbuda            | Cejhae Greene              | Athlétisme             | Joella Lloyd (en)         | Athlétisme             | Isabelle Adjani | [ 49 ] |
| 011 | Arabie saoudite               | Ramzy al-Duhami            | Équitation             | Dunya Abutaleb            | Taekwondo              | Isabelle Adjani | [ 50 ] |
| 012 | Argentine                     | Luciano De Cecco           | Volley-ball            | Rocío Sánchez Moccia      | Hockey sur gazon       | Isabelle Adjani | [ 51 ] |
| 013 | Arménie                       | Davit Chaloyan             | Boxe                   | Varsenik Manucharyan (en) | Natation               | Isabelle Adjani | [ 52 ] |
| 014 | Aruba                         | Mikèl Schreuders           | Natation               | Chloë Farro               | Natation               | Isabelle Adjani | [ 53 ] |
| 015 | Autriche                      | Felix Oschmautz            | Canoë-kayak (slalom)   | Michaela Polleres         | Judo                   | Tennessee       | [ 54 ] |
| 016 | Azerbaïdjan                   | Mahammad Abdullayev        | Boxe                   | Gultaj Mammadaliyeva (az) | Judo                   | Tennessee       | [ 55 ] |
| 017 | Bahamas                       | Steven Gardiner            | Athlétisme             | Devynne Charlton          | Athlétisme             | Tennessee       | [ 56 ] |
| 018 | Bahreïn                       | Saud Ghali                 | Natation               | Amani Al-Obaidli          | Natation               | Riverlounge     | [ 57 ] |

#### Enchanté

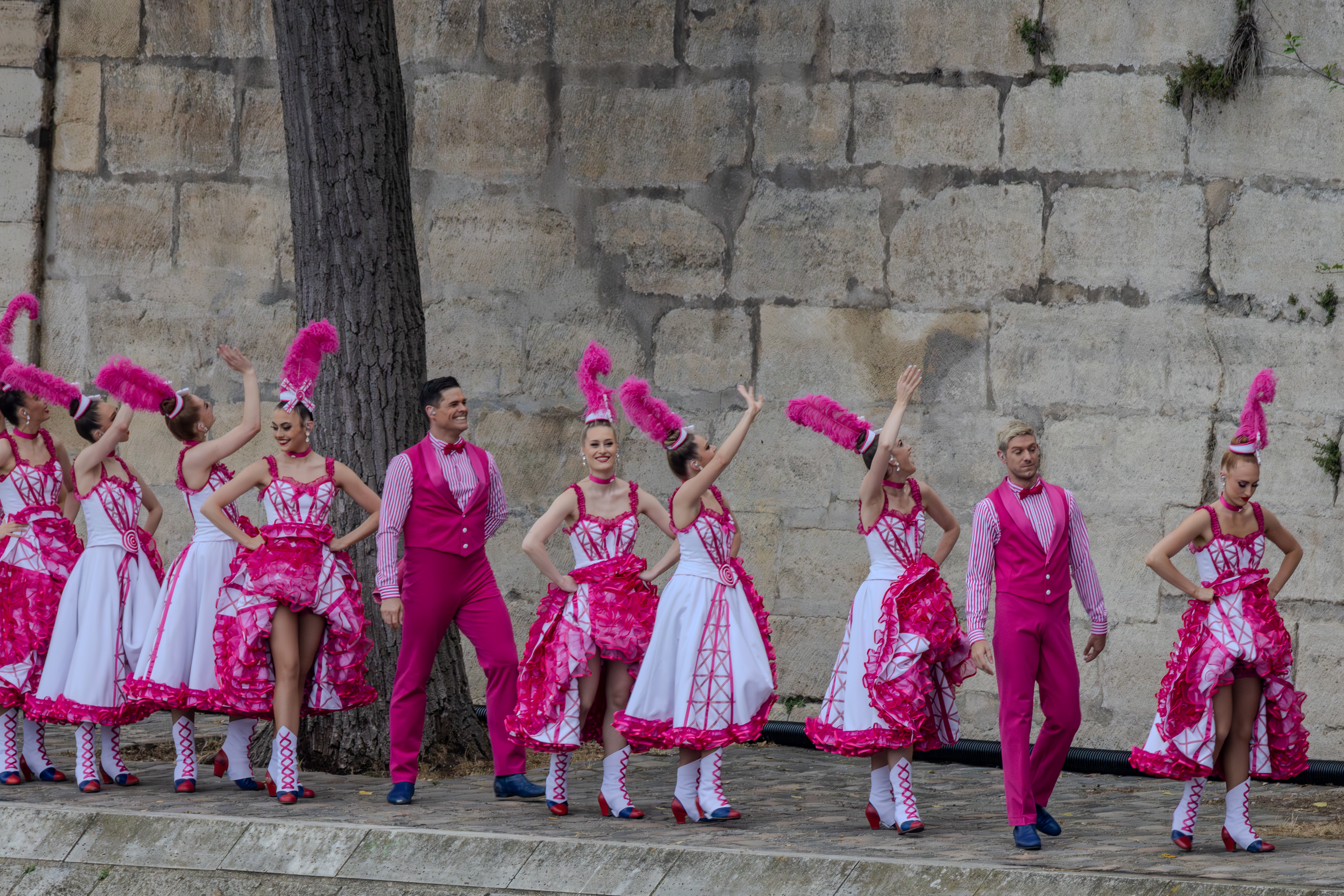
Danseurs du Moulin-Rouge.

Le premier chapitre donne lieu à une interprétation sur un escalier doré installé sur la pointe de l'île Saint-Louis, inspiré de celui de la nef du Grand Palais, par une Lady Gaga blonde, gainée en noir par Christian Dior Couture d'un bustier de satin, de longs gants, d'une longue jupe ouverte en plumes virevoltantes de même couleur et de bas résille après avoir tombé le boléro, et accompagnée de danseurs vêtus d'un complet de soirée classique personnalisé par la maison Dior, agitant en arabesques de grands éventails (récupérés dans les accessoires de l'ancien cabaret Lido) constitués de plumes roses pour souvent figurer un cœur géant, de Mon truc en plumes, titre célèbre de la meneuse de revue Zizi Jeanmaire, rendant ainsi hommage au monde du cabaret et du music-hall parisien. Cependant, ce passage ne pouvant être réalisé dans de bonnes conditions en direct avec l'arrivée de la pluie, la télévision retransmet une interprétation de la chanteuse enregistrée plus tôt dans la journée, au moment des répétitions.
Entre la pluie et des jets d'eau de la Seine, le défilé des délégations sur le fleuve reprend à partir de celle du Bangladesh, et continue jusqu'à celle de la Chine. Des danseuses du Moulin-Rouge vêtues de rose dansent alors sur les bords du fleuve, sur la musique du French cancan, adapté du Galop infernal d'Orphée aux Enfers d'Offenbach. La séquence s'est terminée avec le porteur de flambeau masqué traversant la rivière sur une tyrolienne.
| N°  | Pays                      | Porte-drapeau masculin | Porte-drapeau masculin | Porte-drapeau féminin       | Porte-drapeau féminin | Barge              | Ref.   |
| N°  | Pays                      | Athlète                | Discipline             | Athlète                     | Discipline            | Barge              | Ref.   |
| --- | ------------------------- | ---------------------- | ---------------------- | --------------------------- | --------------------- | ------------------ | ------ |
| 019 | Bangladesh                | Sagor Islam            | Tir à l'arc            | Sonia Khatun                | Natation              | Paris Yacht 1      | [ 61 ] |
| 020 | Barbade                   | Jack Kirby (sr)        | Natation               | Sada Williams               | Athlétisme            | Paris Montparnasse | [ 62 ] |
| 021 | Belgique                  | Jérôme Guéry           | Équitation             | Emma Meesseman              | Basket-ball           | Paris Montparnasse | [ 63 ] |
| 022 | Belize                    | Shaun Gill (en)        | Athlétisme             | NC                          | NC                    | Paris Montparnasse | [ 40 ] |
| 023 | Bénin                     | Valentin Houinato      | Judo                   | Noélie Yarigo               | Athlétisme            | Paris Montparnasse | .      |
| 024 | Bermudes                  | Jah-Nhai Perinchief    | Athlétisme             | Adriana Penruddocke         | Voile                 | Paris Montparnasse | [ 65 ] |
| 025 | Bhoutan                   | Sangay Tenzin          | Natation               | Kinzang Lhamo               | Athlétisme            | The Murano         | [ 40 ] |
| 026 | Bolivie                   | Héctor Garibay         | Athlétisme             | María José Ribera (en)      | Natation              | Le Martin Pêcheur  | [ 66 ] |
| 027 | Bosnie-Herzégovine        | Mesud Pezer            | Athlétisme             | Larisa Cerić                | Judo                  | Le Martin Pêcheur  | [ 67 ] |
| 028 | Botswana                  | Letsile Tebogo         | Athlétisme             | Maxine Egner                | Natation              | Le Martin Pêcheur  | [ 68 ] |
| 029 | Brésil                    | Isaquias Queiroz       | Canoë-kayak            | Raquel Kochhann (en)        | Rugby à sept          | Bel Ami            | [ 69 ] |
| 030 | Brunei                    | Zeke Chan              | Natation               | Hayley Wong                 | Natation              | Melody Blues       | [ 40 ] |
| 031 | Bulgarie                  | Lyubomir Epitropov     | Natation               | Stanimira Petrova           | Boxe                  | Melody Blues       | [ 70 ] |
| 032 | Burkina Faso              | Hugues Fabrice Zango   | Athlétisme             | Marthe Koala                | Athlétisme            | Melody Blues       | [ 71 ] |
| 033 | Burundi                   | Belly-Cresus Ganira    | Natation               | Ange Ciella Niragira        | Judo                  | Melody Blues       | [ 40 ] |
| 034 | Cap-Vert                  | Daniel Varela de Pina  | Boxe                   | Djamila Silva               | Judo                  | Melody Blues       | [ 72 ] |
| 035 | Îles Caïmans              | Jordan Crooks          | Natation               | Charlotte Webster           | Voile                 | Farö               | [ 73 ] |
| 036 | Cambodge                  | Chhun Bunthorn (en)    | Athlétisme             | Apsara Katarina Sakbum      | Natation              | Corto              | ,      |
| 036 | Cameroun                  | Emmanuel Eseme         | Athlétisme             | Richelle Anita Soppi Mbella | Judo                  | Coche D'Eau        | [ 40 ] |
| 037 | Canada                    | Andre De Grasse        | Athlétisme             | Maude Charron               | Haltérophilie         | Coche D'Eau        | [ 75 ] |
| 039 | République centrafricaine | Terence Tengue         | Natation               | Nadia Guimendego            | Judo                  | Coche D'Eau        | ,      |
| 040 | Chili                     | Nicolás Jarry          | Tennis                 | Antonia Abraham             | Aviron                | Coche D'Eau        | [ 77 ] |
| 041 | Chine                     | Ma Long                | Tennis de table        | Feng Yu                     | Natation artistique   | Coche D'Eau        | [ 78 ] |

Des portraits géants, détails de tableaux de la peinture classique française, émergent partiellement aux abords du fleuve parisien.

#### Synchronicité

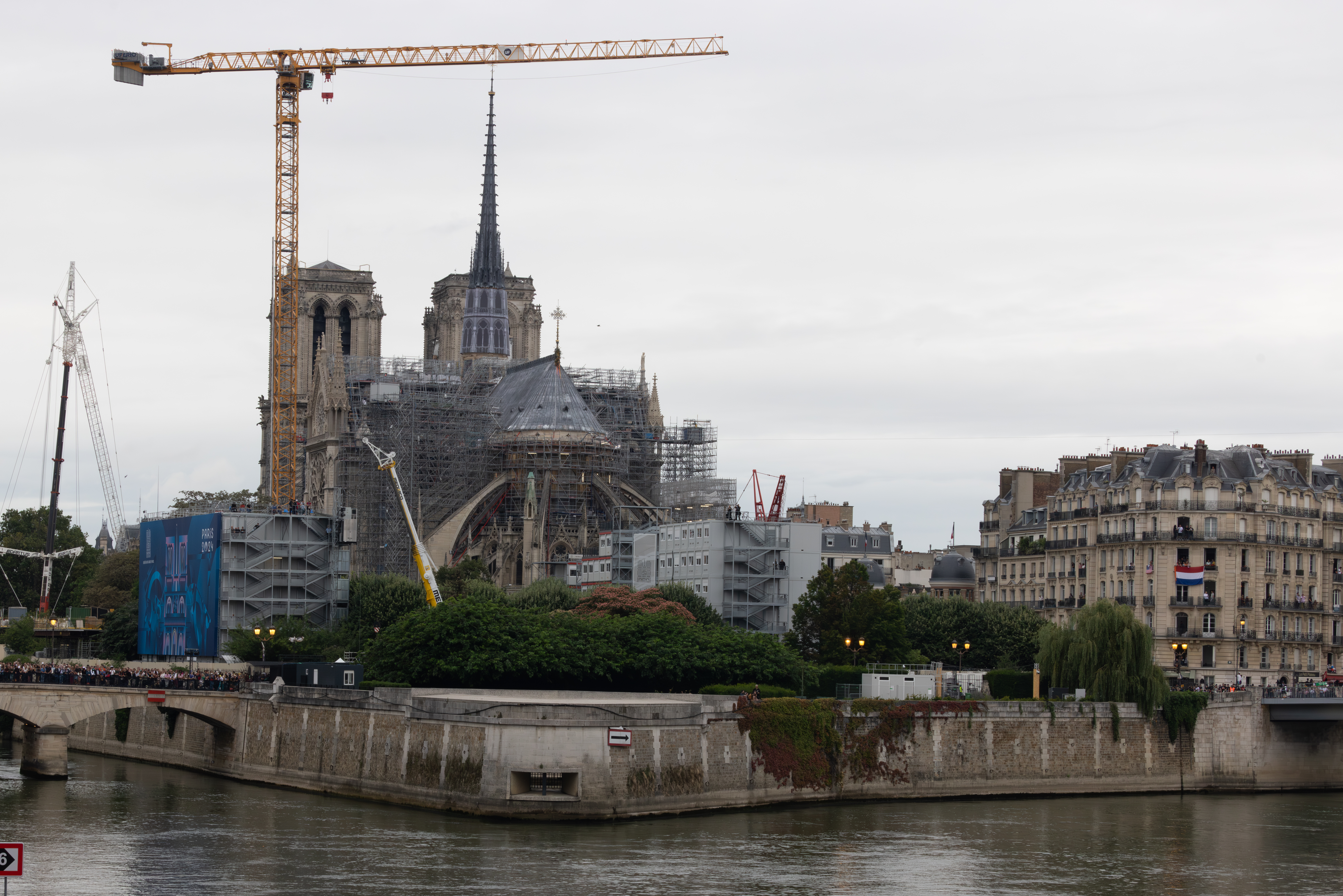
La cathédrale Notre-Dame de Paris le jour de la cérémonie d'ouverture.

Ce chapitre débute par un hommage dansé de 420 personnes aux équipes du chantier de reconstruction de la cathédrale Notre-Dame de Paris et sa flèche restaurée après l’incendie de 2019, et aux métiers d'art et de l'artisanat en général, qui se tient sur l'île de la Cité.
À cette séquence sur le « peuple de Paris », participent Guillaume Diop, danseur étoile soliste depuis le toit de l'Hôtel de Ville, sur une musique de Victor Le Masne, au sein d'une « large chorégraphie synchronisée », avec 500 autres danseurs se produisant sur le pont Notre-Dame et sur les quais alentours, avec la participation du danseur étoile Guillaume Diop et les champions olympiques Martin Fourcade et Michael Phelps.
Une séquence filmée met en valeur la fabrication des médailles olympiques - qui toutes contiendront un morceau de la tour Eiffel - et leurs trois métaux au cœur de la Monnaie de Paris, ainsi que les fameuses malles les rassemblant, réalisées par un atelier du malletier Louis Vuitton, l'un des sponsors de l'événement via sa maison mère LVMH.
Enfin, le personnage de Quasimodo est aperçu sur la flèche restaurée de la cathédrale Notre-Dame, entouré de gargouilles.

#### Liberté
Ce tableau démarre par une descente par le toit du porteur de flamme dans le bâtiment du théâtre du Châtelet, qui assiste alors à une répétition de la comédie musicale Les Misérables. Les personnages y reproduisent une barricade dans une évocation du tableau La Liberté guidant le peuple de Delacroix, en chantant À la volonté du peuple.

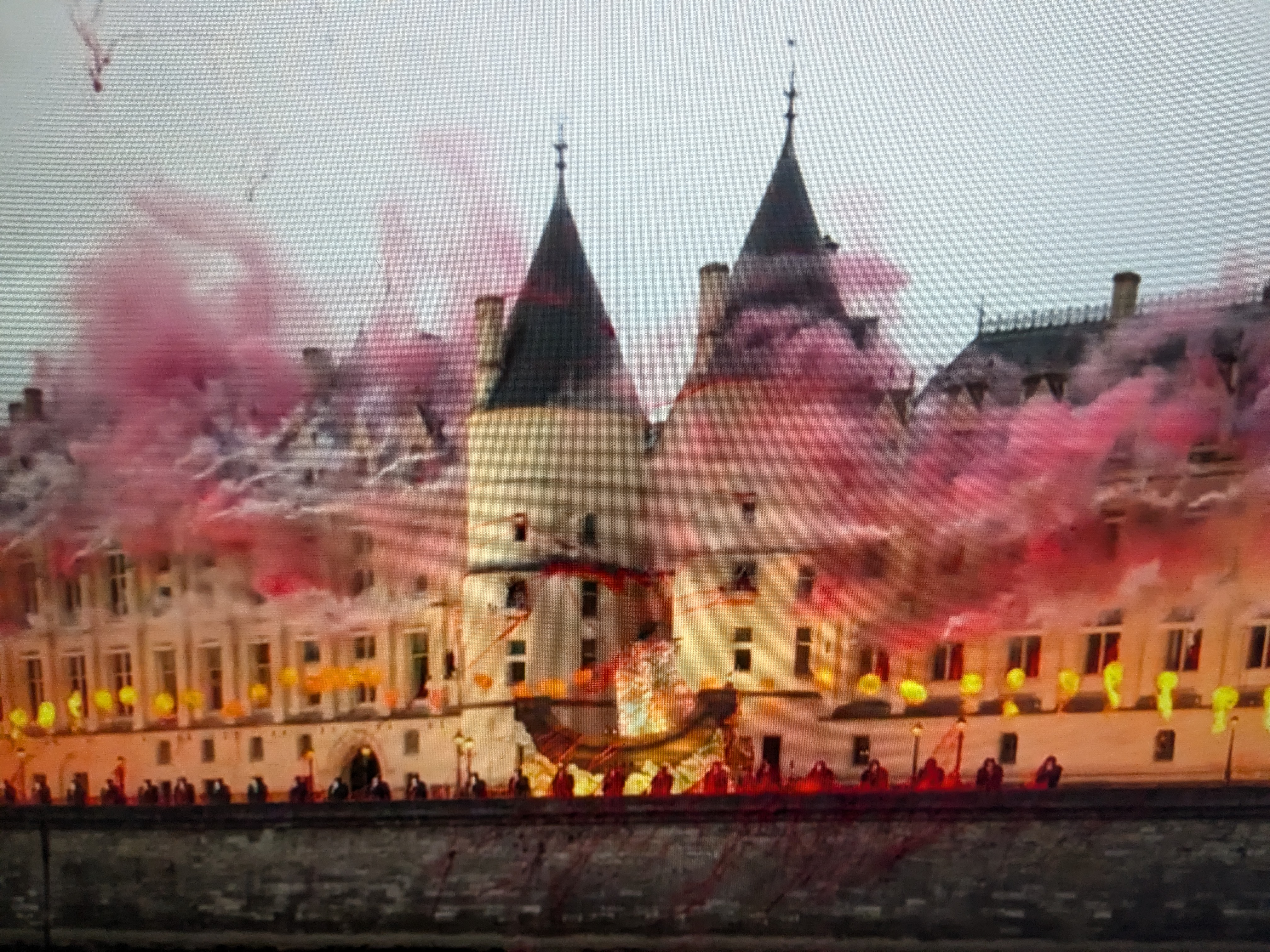
Spectacle à la Conciergerie.

Une évocation de la Révolution française est ensuite présentée, avec une référence à la décapitation de Marie-Antoinette vêtue d'une robe à la française écarlate, figurant en céphalophore à une fenêtre de l'ancienne prison de la Conciergerie, tenant sa tête ensanglantée entre les mains qui chante Ah ! ça ira, alors que des serpentins rouges jaillissent de toutes les fenêtres de la façade du bâtiment comme en jets de sang. Les musiciens engagés sont le groupe de metal Gojira jouant avec ardeur, perchés sur de petites plateformes disposées devant des fenêtres de la Conciergerie et la cantatrice Marina Viotti qui interprète en voguant sur une embarcation reprenant la forme de celle présente sur le blason de Paris, le célèbre air L'amour est un oiseau rebelle, une habanera issue de l'opéra Carmen de Georges Bizet. C'est la première fois qu'un groupe de heavy metal se produit dans le cadre d'une cérémonie olympique. En même temps, les musiciens de l'Orchestre de Paris jouent sur les quais de Seine mais ne sont pas filmés.
Une illustration du tableau met en scène des danseurs dans l'enceinte de la Bibliothèque nationale de France au sein du site historique Richelieu, avec des titres classiques et contemporains de la littérature française : dans l'ordre d'apparition, Romances sans paroles de Paul Verlaine, On ne badine pas avec l'amour d'Alfred de Musset, Bel-Ami de Guy de Maupassant, Passion simple d'Annie Ernaux, Sexe et mensonges de Leïla Slimani, Le Diable au corps de Raymond Radiguet, Les Liaisons dangereuses de Choderlos de Laclos, Les Amants magnifiques de Molière et Le Triomphe de l'amour de Marivaux. Le tableau fait aussi allusion aux formes plurielles de l'amour, exprimé par les acrobates de la compagnie XY et des artistes de cirque de la compagnie Gratte-Ciel, suspendus sur des mâts oscillants et vêtus de costumes multicolores. La séquence mettant en scène un ménage à trois, interprétée par les comédiens Yuming Hey, Léa Luce Busato et Elan Ben Ali, se veut un hommage à Marivaux et au marivaudage.
Dans une séquence non diffusée par la télévision (hormis le cœur formé), le funambule Nathan Paulin anime en même temps une séquence acrobatique en plein air et la Patrouille de France clôt la séquence en dessinant un immense cœur rose au-dessus de la ville lumière.

#### Égalité
L'orchestre de la Garde républicaine interprète instrumentalement For me formidable, composé et originellement chanté par Charles Aznavour, sur le pont des Arts, devant l'Institut de France pour ouvrir le quatrième chapitre, Égalité.
Comme sortant de l’Académie française, la chanteuse de pop-afro-zouk Aya Nakamura, devenue blonde pour l'occasion, s'avance alors spartiates aux pieds, revêtue d'une robe courte asymétrique brodée par la maison Lemarié pour Dior Couture de plumes d'or mat, que parfont deux drapés vaporeux de soie fixés dans son dos,, sur le tapis doré et humide déroulé sur le pont des Arts, suivie de danseuses qui l'entourent ensuite, habillées de tenues sportives mordorées. Après quelques notes de La Bohême de Charles Aznavour, elle interprète en playback dans un pot-pourri arrangé des extraits de son tube Pookie, de For me formidable d'Aznavour et de son propre succès Djadja, accompagnée par le Chœur de l'Armée française et entourée in fine par les musiciens de la Garde républicaine qui se déhanchent en rythme tout en jouant de leurs instruments et en chantant - scène créant ainsi une « passerelle entre les générations et les registres musicaux »,,. Comme en contrepartie, la chanteuse et ses danseuses terminent leur prestation au garde-à-vous.

#### Fraternité
Ce tableau démarre avec la Danse macabre de Camille Saint-Saëns, et une référence au vol de La Joconde au Louvre en 1911. Le défilé des délégations reprend à partir de celle de Chypre jusqu'à celle du Gabon.
| N°  | Pays                             | Porte-drapeau masculin           | Porte-drapeau masculin | Porte-drapeau féminin | Porte-drapeau féminin | Barge            | Ref.    |
| N°  | Pays                             | Athlète                          | Discipline             | Athlète               | Discipline            | Barge            | Ref.    |
| --- | -------------------------------- | -------------------------------- | ---------------------- | --------------------- | --------------------- | ---------------- | ------- |
| 042 | Chypre                           | Milan Trajkovic                  | Athlétisme             | Elena Kulichenko      | Athlétisme            | L'Hydraseine     | [ 90 ]  |
| 043 | Colombie                         | Kevin Quintero                   | Cyclisme               | Flor Ruíz             | Athlétisme            | L'Hydraseine     | [ 91 ]  |
| 044 | Comores                          | Hachim Maaroufou                 | Athlétisme             | Maesha Saadi          | Natation              | L'Hydraseine     | ,       |
| 045 | République du Congo              | Freddy Mayala                    | Natation               | Natacha Ngoye Akamabi | Athlétisme            | Victoria 1       | ,       |
| 046 | République démocratique du Congo | Dominique Lasconi Mulamba        | Athlétisme             | Brigitte Mbabi        | Boxe                  | Excellence       | [ 40 ]  |
| 047 | Îles Cook                        | Alex Beddoes (en)                | Athlétisme             | Lanihei Connolly (en) | Natation              | Excellence       | [ 40 ]  |
| 048 | Corée du Sud                     | Woo Sang-hyeok                   | Athlétisme             | Kim Seo-yeong         | Natation              | Excellence       | [ 94 ]  |
| 049 | Costa Rica                       | Gerald Drummond                  | Athlétisme             | Milagro Mena          | Cyclisme              | Excellence       | [ 95 ]  |
| 050 | Côte d'Ivoire                    | Cheick Sallah Cissé              | Taekwondo              | Maboundou Koné        | Athlétisme            | Excellence       | ,       |
| 051 | Croatie                          | Giovanni Cernogoraz              | Tir                    | Barbara Matić         | Judo                  | Rivoli           | [ 97 ]  |
| 052 | Cuba                             | Julio César de la Cruz           | Boxe                   | Idalys Ortíz          | Judo                  | Paris Montmartre | ,       |
| 053 | Danemark                         | Niklas Landin Jacobsen           | Handball               | Anne-Marie Rindom     | Voile                 | Paris Montmartre | [ 100 ] |
| 054 | Djibouti                         | Mohamed Ismail Ibrahim           | Athlétisme             | Samiyah Hassan Nour   | Athlétisme            | Paris Montmartre | [ 40 ]  |
| 055 | République dominicaine           | Audrys Nin Reyes                 | Gymnastique artistique | Marileidy Paulino     | Athlétisme            | Dauphine         | .       |
| 056 | Dominique                        | Dennick Luke (en)                | Athlétisme             | Thea LaFond           | Athlétisme            | Paris Étoile     | [ 102 ] |
| 057 | Égypte                           | Ahmed El-Gendy                   | Pentathlon moderne     | Sara Ahmed            | Haltérophilie         | Paris Étoile     | [ 103 ] |
| 58  | Salvador                         | Uriel Canjura (en)               | Badminton              | Celina Márquez (en)   | Natation              | Paris Étoile     | [ 104 ] |
| 059 | Émirats arabes unis              | Omar Al Marzouqi                 | Équitation             | Safia Al Sayegh       | Cyclisme              | Le Henri IV      | [ 105 ] |
| 060 | Équateur                         | Julio Mendoza Loor (en)          | Équitation             | Neisi Dajomes         | Haltérophilie         | Le Henri IV      | ,       |
| 061 | Érythrée                         | Biniam Girmay                    | Cyclisme               | Christina Nach        | Natation              | Le Henri IV      | [ 40 ]  |
| 062 | Espagne                          | Marcus Cooper Walz               | Canoë-kayak            | Támara Echegoyen      | Voile                 | Pierre Bellon    | [ 108 ] |
| 063 | Estonie                          | Klen Kristofer Kaljulaid         | Judo                   | Reena Pärnat (en)     | Tir à l'arc           | Pierre Bellon    | [ 109 ] |
| 064 | Eswatini                         | Chadd Ng Chiu Hing Ning          | Natation               | Hayley Hoy            | Natation              | Vernazza         | [ 40 ]  |
| 065 | Éthiopie                         | Misgana Wakuma                   | Athlétisme             | Lina Alemayehu Selo   | Natation              | Mistinguett      | [ 40 ]  |
| 066 | Fidji                            | Viliame Ratulu                   | Voile                  | Raijieli Daveua (en)  | Rugby à sept          | Mistinguett      | [ 110 ] |
| 067 | Finlande                         | Eetu Kallioinen (en)             | Tir                    | Sinem Kurtbay (en)    | Voile                 | Mistinguett      | [ 111 ] |
| 068 | Gabon                            | Wissy Franck Hoye Yenda Moukoula | Athlétisme             | Noélie Annette Lacour | Natation              | Kaïros           | [ 40 ]  |

Depuis la passerelle Léopold-Sédar-Senghor, le pianiste Alexandre Kantorow interprète Jeux d'eau de Maurice Ravel, sous une pluie battante qui émaille d'innombrables gouttes le couvercle de son piano à queue. Le passage des nations se poursuit à partir de Gambie jusqu'à Jamaïque.
| N°  | Pays               | Porte-drapeau masculin    | Porte-drapeau masculin | Porte-drapeau féminin      | Porte-drapeau féminin  | Barge            | Ref. |
| N°  | Pays               | Athlète                   | Discipline             | Athlète                    | Discipline             | Barge            | Ref. |
| --- | ------------------ | ------------------------- | ---------------------- | -------------------------- | ---------------------- | ---------------- | ---- |
| 069 | Gambie             | Faye Njie                 | Judo                   | Gina Mariam Bass Bittaye   | Athlétisme             | Joséphine        | .    |
| 070 | Géorgie            | Lasha Talakhadze          | Haltérophilie          | Nino Salukvadze            | Tir                    | Joséphine        | .    |
| 071 | Ghana              | Joseph Paul Amoah         | Athlétisme             | Rose Amoanimaa Yeboah      | Athlétisme             | Marinella        | .    |
| 072 | Grande-Bretagne    | Tom Daley                 | Plongeon               | Helen Glover               | Aviron                 | Jeanne Moreau    | .    |
| 073 | Grenade            | Lindon Victor             | Athlétisme             | Tilly Collymore            | Natation               | Jeanne Moreau    | .    |
| 074 | Guam               | Joseph Green              | Athlétisme             | Rckaela Maree Ramos Aquino | Lutte                  | Jeanne Moreau    | .    |
| 075 | Guatemala          | Kevin Cordon Buezo        | Badminton              | Anna Waleska Soto Abril    | Tir                    | Jeanne Moreau    | .    |
| 076 | Guinée             | Naby Keita                | Football               | Fatoumata Sylla            | Tir à l'arc            | Le Chansonnier   | .    |
| 077 | Guinée-Bissau      | Diamantino Iuna Fafé      | Lutte                  | NC                         | NC                     | Le Chansonnier   | .    |
| 078 | Guinée équatoriale | Higinio Ndong Obama       | Natation               | Sefora Ada Eto             | Athlétisme             | Le Chansonnier   | .    |
| 079 | Guyana             | Emanuel Archibald         | Athlétisme             | Chelsea Edghill            | Tennis de table        | Le Chansonnier   | .    |
| 080 | Haïti              | Philippe Abel Metellus    | Judo                   | Lynnzee Brown              | Gymnastique artistique | Caïpirinha       | .    |
| 081 | Honduras           | Kevin Mejia Castillo      | Lutte                  | Julimar Avila Mancia       | Natation               | Europa           | .    |
| 082 | Hong Kong          | Ka Long Cheung            | Escrime                | Siobhan Bernadette Haughey | Natation               | Europa           | .    |
| 083 | Hongrie            | Krisztian Toth            | Judo                   | Blanka Böde-Bíró           | Handball               | Europa           | .    |
| 084 | Inde               | Sharath Kamal Achanta     | Tennis de bleta        | V. Sindhu Pusarla          | Badminton              | Le Jean-Bruel    | .    |
| 085 | Indonésie          | Bernard Benyamin Van Aert | Cyclisme sur piste     | Maryam March Maharani      | Judo                   | Le Jean-Bruel    | .    |
| 086 | Iran               | Mahdi Olfati              | Gymnastique            | Neda Shahsavari            | Tennis de table        | Le Jean-Bruel    | .    |
| 087 | Irak               | Ali Ammar Yusur Rubaiawi  | Football               | NC                         | NC                     | Evasion          | .    |
| 088 | Irlande            | Shane Lowry               | Golf                   | Sarah Lavin                | Athlétisme             | Evasion          | .    |
| 089 | Islande            | Hakon Svavarsson          | Tir                    | Edda Hannesdottir          | Triathlon              | Le Mulet Coureau | .    |
| 090 | Israël             | Peter Paltchik            | Judo                   | Andrea Murez               | Natation               | Le Mulet Coureau | .    |
| 091 | Italie             | Gianmarco Tamberi         | Athlétisme             | Arianna Errigo             | Escrime                | Le Mulet Coureau | .    |
| 092 | Jamaïque           | Josh Kirlew               | Natation               | Shanieka Ricketts          | Athlétisme             | Le Mulet Coureau | .    |

La cérémonie se situe ensuite au musée d'Orsay représentant la diversité de l'art du XIXe au début du XXe siècle, puis avec un hommage aux sciences de l'image, avec les frères Lumière et la première arrivée cinématographique d'un train en 1895 ; puis à la conquête de l'air et de l'espace via une séquence d'animation dans laquelle le porteur de flamme masqué s'envole dans une montgolfière croisant un avion primitif et une fusée Ariane, puis la Lune du Voyage dans la Lune de Georges Méliès, l'astéroïde B-612 du Petit Prince d'Antoine de Saint-Exupéry, la Planète des singes de Pierre Boulle, et enfin la Station spatiale internationale.
La séquence passe ensuite sous l'eau, avec un jeu des Minions se chamaillant, production du cinéma d'animation français, dans un sous-marin rappelant le Nautilus de Jules Verne d'où s'échappe La Joconde précédemment dérobée au Louvre, qui émerge enfin à la surface de la Seine.

#### Sororité
En Marianne, stoïque figure de proue juchée sur la verrière du toit du Grand Palais, la mezzo-soprano Axelle Saint-Cirel, vêtue d'une longue robe-bustier blanche confectionnée par Dior et tenant de sa main droite la hampe inclinée d'un grand drapeau français dont n'apparaît à sa hauteur que la partie bleue et dont l'extrémité rouge au sol est relevée et accrochée à la gauche de sa taille à la manière d'une majestueuse traîne drapée de plusieurs mètres - la composition figurant ainsi les trois couleurs du drapeau national avec l'artiste au centre -, interprète solennellement le premier et le sixième couplet de La Marseillaise.
Démarre dès lors la sixième séquence, Sororité, qui met en lumière dix femmes françaises remarquables et pionnières dans leur domaine respectif, façon de rendre hommage à toutes les femmes, matérialisées par des statues dorées en pied les caractérisant, qui émergent de piliers disposés le long des quais de la Seine : Olympe de Gouges, Alice Milliat, Gisèle Halimi, Paulette Nardal, Jeanne Barret, Christine de Pizan, Louise Michel, Alice Guy, Simone Veil et Simone de Beauvoir (cette dernière figure ne s'élève pas lors de la cérémonie à cause d'un incident mécanique). Les statues sont ensuite installées en juillet 2025 rue de la Chapelle à Paris pour un hommage pérenne.
Cette séquence se termine par la fin de l'interprétation de La Marseillaise débutée précédemment, accompagnée du Chœur de Radio France. La Patrouille de France survole Paris et déploie ses fumigènes aux couleurs bleu, blanc, rouge ; ce survol est à peine visible dans la retransmission télévisée.

#### Sportivité

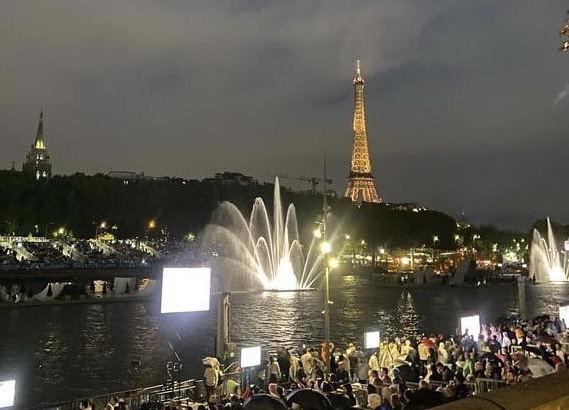
Les fontaines Dansantes sur la Seine.

Le septième chapitre, Sportivité, démarre avec la reprise du ballet des délégations défilant sur la Seine, de celle du Japon à celle de la Norvège.
| N°   | Pays              | Porte-drapeau masculin      | Porte-drapeau masculin | Porte-drapeau féminin     | Porte-drapeau féminin | Barge           | Ref. |
| N°   | Pays              | Athlète                     | Discipline             | Athlète                   | Discipline            | Barge           | Ref. |
| ---- | ----------------- | --------------------------- | ---------------------- | ------------------------- | --------------------- | --------------- | ---- |
| 093  | Japon             | Shigeyuki Nakarai           | Breaking               | Misaki Emura              | Escrime               | La Galiote      | .    |
| 094  | Jordanie          | Saleh Elsharabaty           | Taekwondo              | Rama Abo-Alrub            | Taekwondo             | La Galiote      | .    |
| 095  | Kazakhstan        | Aslanbek Shymbergenov       | Boxe                   | Olga Safronova            | Athlétisme            | La Galiote      | .    |
| 096  | Kenya             | Ferdinand Omanyala          | Athlétisme             | Trizah Atuka              | Volleyball            | La Galiote      | .    |
| 097  | Kirghizistan      | Erlan Sherov                | Judo                   | Elizaveta Pecherskikh     | Natation              | Le Rhône        | .    |
| 098  | Kiribati          | Kaimauri Erati              | Haltérophilie          | Nera Tiebwa               | Judo                  | Le Buci         | .    |
| 099  | Kosovo            | Akil Gjakova                | Judo                   | Nora Gjakova              | Judo                  | Arletty         | .    |
| 0100 | Koweït            | Yousef Alshamlan            | Escrime                | Soaad Alfaqaan            | Aviron                | Arletty         | .    |
| 0101 | Laos              | Steven Insixiengmay         | Natation               | Silina Pha Aphay          | Athlétisme            | Arletty         | .    |
| 0102 | Lesotho           | Tebello Ramakongoana        | Athlétisme             | Michelle Tau              | Taekwondo             | Arletty         | .    |
| 0103 | Lettonie          | Nauris Miezis               | Basketball 3X3         | Tina Graudina             | Volleyball de plage   | Le Montebello   | .    |
| 0104 | Liban             | Simon Doueihy               | Natation               | Laetitia Aoun             | Taekwondo             | Le Montebello   | .    |
| 0105 | Liberia           | Emmanuel Matadi             | Athlétisme             | Thelma Davies             | Athlétisme            | Le Montebello   | .    |
| 0106 | Libye             | Ahmed Abuzriba              | Haltérophilie          | Mek Almukhtar             | Natation              | Le Montebello   | .    |
| 0107 | Liechtenstein     | Romano Puentener            | VTT                    | NC                        | NC                    | Loceynius       | .    |
| 0108 | Lituanie          | Rytis Jasiunas              | Voile                  | Justina Vanagaite         | Equitation            | Loceynius       | .    |
| 0109 | Luxembourg        | Bob Bertemes                | Athlétisme             | Xia Lian Ni               | Tennis de table       | Le Rocca II     | .    |
| 0110 | Macédoine du Nord | Dario Ivanovski             | Athlétisme             | Miljana Reljikj           | Taekwondo             | Le Rocca II     | .    |
| 0111 | Madagascar        | Fabio Rakotoarimanana       | Tennis de table        | Rosina RandafIarison      | Halthérophilie        | Le Rocca II     | .    |
| 0112 | Malaisie          | Bertrand Rhodict Anak Lises | Plongeon               | Nur Shazrin Mohamad Latif | Voile                 | JS Mouche       | .    |
| 0113 | Malawi            | Filipe Gomes                | Natation               | Asimenye Simwaka          | Athlétisme            | JS Mouche       | .    |
| 0114 | Maldives          | Ibadulla Adam               | Athlétisme             | Fathimath Ali             | Tennis de table       | JS Mouche       | .    |
| 0115 | Mali              | Alexien Kouma               | Natation               | Marine Camara             | Boxe                  | Paris Iena      | .    |
| 0116 | Malte             | Gianluca Chetcuti           | Tir                    | Sasha Gatt                | Natation              | Paris Iena      | .    |
| 0117 | Maroc             | Yessin Rahmouni             | Equitation             | Ines Laklalech            | Golf                  | Paris Iena      | .    |
| 0118 | Îles Marshall     | William Reed                | Athlétisme             | Mathlynn Sasser           | Halthérophilie        | Black Swan      | .    |
| 0119 | Maurice           | Jean Gael Laurent L'Entete  | Triathlon              | Aurelie Halbwachs         | Cyclisme              | Cachemire       | .    |
| 0120 | Mauritanie        | Camil Doua                  | Natation               | Salam Bouha Ahamdy        | Athlétisme            | Senang          | .    |
| 0121 | Mexique           | Emiliano Hernandez          | Pentathlon             | Alejandra Orozco Loza     | Plongeon              | La Patache      | .    |
| 0122 | Micronésie        | Tasi Limtiaco               | Natation               | Kestra Kihleng            | Natation              | La Patache      | .    |
| 0123 | Moldavie          | Dan Olaru                   | Tir à l'arc            | Alexandra Mirca           | Tir à l'arc           | La Patache      | .    |
| 0124 | Monaco            | Theo Druenne                | Natation               | Lisa Pou                  | Natation              | La Patache      | .    |
| 0125 | Mongolie          | Ser-Od Bat-Ochir            | Athlétisme             | Esugen Oyuntsetseg        | Boxe                  | Jean Marais     | .    |
| 0126 | Monténégro        | Milivoj Dukic               | Voile                  | Danka Kovinic             | Tennis                | Jean Marais     | .    |
| 0127 | Mozambique        | Matthew Lawrence            | Natation               | Alcinda Lucas Dos Santos  | Boxe                  | Jean Marais     | .    |
| 0128 | Birmanie          | Phone Pyae Han              | Natation               | Thuzar Thet Htar          | Badminton             | Jean Marais     | .    |
| 0129 | Namibie           | Alex Miller                 | VTT                    | Vera Looser               | Cyclisme              | Deborah         | .    |
| 0130 | Nauru             | Winzar Kakiouea             | Athlétisme             | NC                        | NC                    | Deborah         | .    |
| 0131 | Népal             | Santoo Shrestha             | Tennis de table        | Manita Shrestha Pradhan   | Judo                  | Deborah         | .    |
| 0132 | Nicaragua         | Gerald Hernandez            | Natation               | Izayana Marenco           | Judo                  | Cosmopolitan    | .    |
| 0133 | Niger             | Abdoul Issoufou             | Taekwondo              | Samira Awali Boubacar     | Athlétisme            | Le Diamant Bleu | .    |
| 0134 | Nigeria           | Anuoluwapo Juwon Opeyori    | Badminton              | Tobi Amusan               | Athlétisme            | Le Diamant Bleu | .    |
| 0135 | Norvège           | Christian Sandlie Soerum    | Volleyball de plage    | Katrine Lunde             | Handball              | Le Diamant Bleu | .    |

Cette séquence se déroule sur cinq plateformes disposées au milieu de la Seine entre la Concorde et le pont d’Iéna et reprenant les motifs des jardins à la française du parc du château de Versailles et de ceux de la Loire, ainsi que des fontaines dansantes dans un style baroque réalisées par la société française Aquatique Show. Elle met à l'honneur les sports urbains présents aux Jeux olympiques : BMX freestyle, Skate-board et Breaking. À cause de la pluie qui rend les plateformes glissantes, les performances artistiques sont fortement réduites. Matthias Dandois est un des artistes présents pour la partie BMX.
Après avoir esquissé quelques pas acrobatiques en guise d'hommage à la breakdance qui fait son entrée aux Jeux, le contre-ténor polonais Jakub Józef Orliński, travesti en Pierrot, interprète un air baroque, Viens, Hymen, de Jean-Philippe Rameau. Le rappeur « tonton » Rim'K vêtu d'une veste rouge à carreaux noirs se produit ensuite chaussé de lunettes de soleil alors que la nuit tombe rythmée par la pluie, en chantant King, entre le pont des Invalides et celui de l’Alma.

#### Festivité

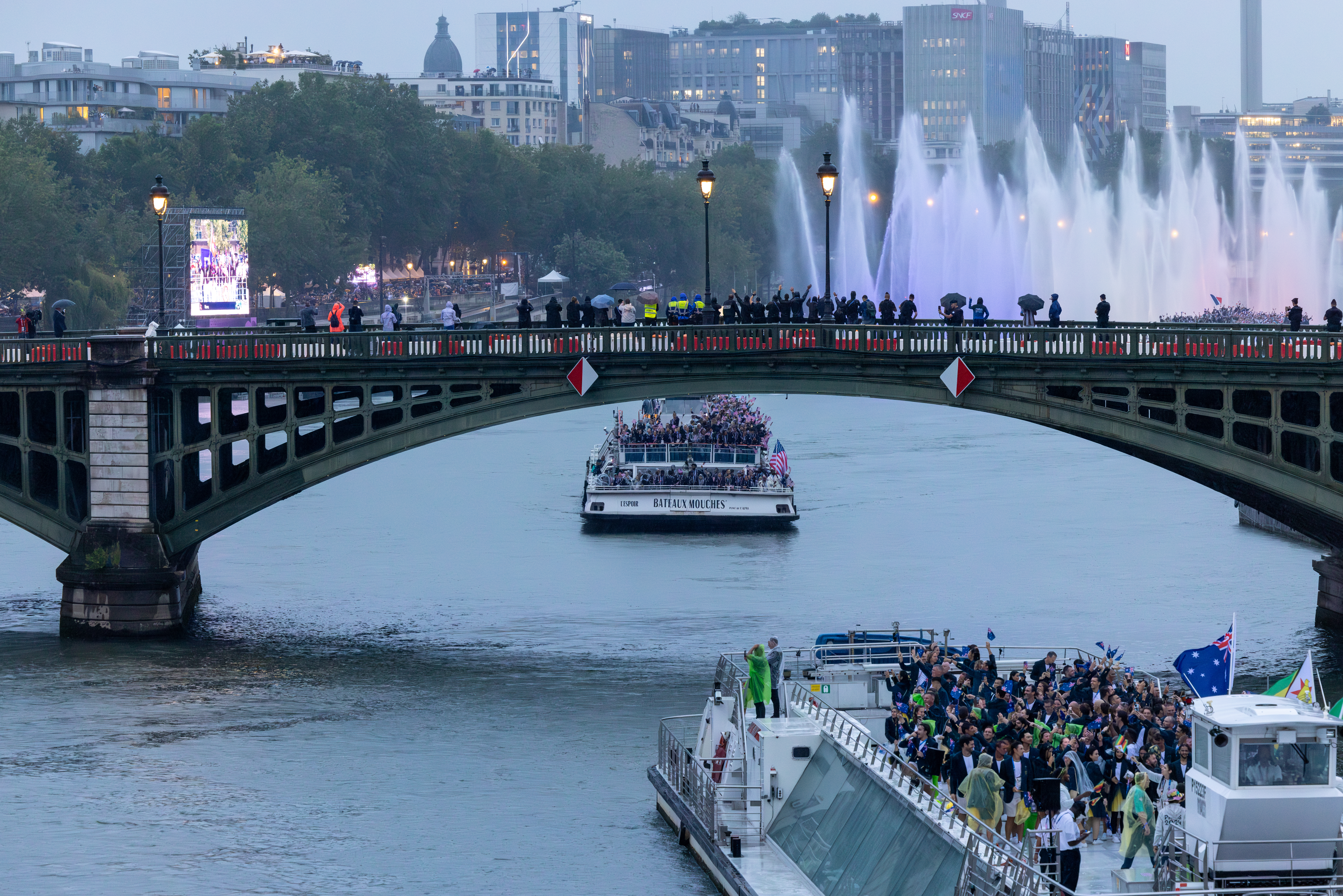
La délégation des États-Unis suivant celle de l'Australie.

Le huitième tableau, Festivité, démarre avec un hommage à la mode française, qui prend la forme d'un défilé de jeunes créations parisiennes et provinciales, sur le tapis rouge de la passerelle Debilly transformée en podium. Pendant ce temps, les délégations poursuivent leur passage sur la Seine, de celle de la Nouvelle-Zélande à celle du Zimbabwe. 
| N°   | Pays                            | Porte-drapeau masculin   | Porte-drapeau masculin | Porte-drapeau féminin            | Porte-drapeau féminin | Barge                 | Ref.   |
| N°   | Pays                            | Athlète                  | Discipline             | Athlète                          | Discipline            | Barge                 | Ref.   |
| ---- | ------------------------------- | ------------------------ | ---------------------- | -------------------------------- | --------------------- | --------------------- | ------ |
| 0136 | Nouvelle-Zélande                | Aaron Murray Gate        | Cyclisme               | Jo Aleh                          | Canoe Kayak           | Boreas                | .      |
| 0137 | Oman                            | Ali Anwar Ali Al Balushi | Athlétisme             | Mazoon Al Alawi                  | Athlétisme            | Boreas                | .      |
| 0138 | Ouganda                         | Charles Kagimu           | Cyclsime               | Gloria Muzito                    | Natation              | Boreas                | .      |
| 0139 | Ouzbékistan                     | Abdumalik Khalokov       | Boxe                   | Zaynab Dayibekova                | Escrime               | Boreas                | .      |
| 0140 | Pakistan                        | Arshad Nadeem            | Athlétisme             | Jehanara Nabi                    | Natation              | Boreas                | .      |
| 141  | Palaos                          | Jion Hosei               | Natation               | Sydney Fransisco                 | Athlétisme            | Cuba Libre            | .      |
| 142  | Palestine                       | Wasim Abusal             | Boxe                   | Valerie Tarazi                   | Natation              | Le Canotier           | .      |
| 143  | Panama                          | Franklin Archibold       | Cyclisme               | Hillary Heron                    | Gymnastique           | Le Canotier           | .      |
| 144  | Papouasie-Nouvelle-Guinée       | Gibson Mara              | Taekwondo              | Georgia-Leigh Vele               | Natation              | Le Canotier           | .      |
| 145  | Paraguay                        | Fabrizio Zanotti         | Golf                   | Alejandra Alonso                 | Aviron                | Le Canotier           | .      |
| 146  | Pays-Bas                        | Worthy de Jong           | Basketball 3x3         | Lois Abbingh                     | Handball              | Le Paris              | .      |
| 147  | Pérou                           | Juan Postigos            | Judo                   | María Luisa Doig                 | Escrime               | Le Paris              | .      |
| 148  | Philippines                     | Carlo Paalam             | Boxe                   | Nesthy Petecio                   | Boxe                  | Parisis               | .      |
| 149  | Pologne                         | Przemysław Zamojski      | Basketball 3x3         | Anita Włodarczyk                 | Athlétisme            | Parisis               | .      |
| 150  | Porto Rico                      | Sebastian Rivera         | Lutte                  | Jasmine Camacho-Quinn            | Athlétisme            | Parisis               | .      |
| 151  | Portugal                        | Fernando Pimenta         | Canoë                  | Ana Cabecinha                    | Athlétisme            | Clipper Paris         | .      |
| 152  | Qatar                           | Mutaz Essa Barshim       | Athlétisme             | Shahad Mohamed                   | Athlétisme            | Clipper Paris         | .      |
| 153  | Corée du Nord                   | Im Yong-myong            | Plongeon               | Mun Song-hui                     | Judo                  | Clipper Paris         | [ 41 ] |
| 154  | Roumanie                        | Marius Cozmiuc           | Aviron                 | Ionela Cozmiuc                   | Aviron                | Le Capitaine Fracasse | .      |
| 155  | Rwanda                          | Eric Manizabayo          | Cyclisme               | Clementine Mukandanga            | Athlétisme            | Le Capitaine Fracasse | .      |
| 0156 | Saint-Christophe-et-Niévès      | Naquille Harris          | Athlétisme             | Zahria Allers-Liburd             | Athlétisme            | Petrus III            | .      |
| 157  | Sainte-Lucie                    | Michael Joseph           | Athlétisme             | NC                               | NC                    | Joséphine             | .      |
| 158  | Saint-Marin                     | Loris Bianchi            | Natation               | Alessandra Gasparelli            | Athlétisme            | Joséphine             | .      |
| 159  | Saint-Vincent-et-les-Grenadines | Alex Joachim             | Natation               | Shafiqua Maloney                 | Athlétisme            | Joséphine             | [ 41 ] |
| 0160 | Îles Salomon                    | NC                       | NC                     | Isabella Millar                  | Natation              | Chardonnay            | .      |
| 0161 | Samoa                           | Don Opeloge              | Haltérophilie          | Iuniarra Sipaia                  | Haltérophilie         | Escapade              | .      |
| 0162 | Samoa américaines               | Micah Masei              | Natation               | Filomenaleonisa Iakopo           | Athlétisme            | Escapade              | .      |
| 0163 | Sao Tomé-et-Principe            | Roldeney de Oliveira     | Judo                   | Gorete Semedo                    | Athlétisme            | Escapade              | .      |
| 0164 | Sénégal                         | Louis François Mendy     | Athlétisme             | Combe Seck                       | Canoë                 | Escapade              | .      |
| 0165 | Serbie                          | Dušan Mandić             | Water-Polo             | Maja Ognjenović                  | Volleyball            | Victoria              | .      |
| 0166 | Seychelles                      | Dylan Sicobo             | Athlétisme             | Khema Elizabeth                  | Natation              | Victoria              | .      |
| 0167 | Sierra Leone                    | Joshua Wyse              | Natation               | Mariama Koroma                   | Judo                  | Victoria              | .      |
| 0168 | Singapour                       | Ryan Lo                  | Voile                  | Shanti Pereira                   | Athlétisme            | Le Singapour          | .      |
| 169  | Slovaquie                       | Jakub Grigar             | Canoë                  | Zuzana Paňková                   | Canoë                 | Le Signature          | .      |
| 170  | Slovénie                        | Benjamin Savšek          | Canoë                  | Ana Gros                         | Handball              | Le Signature          | .      |
| 171  | Somalie                         | Ali Idow Hassan          | Athlétisme             | NC                               | NC                    | Le Signature          | [ 41 ] |
| 0172 | Soudan                          | Yaseen Abdalla           | Athlétisme             | Rana Saadeldin                   | Natation              | Vagor                 | .      |
| 0173 | Soudan du Sud                   | Kuany Kuany              | Basketball 3x3         | Lucia Moris                      | Athlétisme            | Paris Trocadero       | .      |
| 0174 | Sri Lanka                       | Viren Nettasinghe        | Badminton              | Dilhani Lekamge                  | Athlétisme            | Paris Trocadero       | .      |
| 0175 | Suède                           | Peder Fredricson         | Equitation             | Josefin Olsson                   | Voile                 | Paris Trocadero       | .      |
| 0176 | Suisse                          | Nino Schurter            | VTT                    | Nina Christen                    | Tir                   | Isolite               | .      |
| 0177 | Suriname                        | Irvin Hoost              | Natation               | Kaelyn Djoparto                  | Natation              | Sam                   | .      |
| 0178 | Syrie                           | Amre Hamcho              | Equitation             | Alisar Youssef                   | Athlétisme            | Froufrou              | .      |
| 0179 | Tadjikistan                     | Temur Rakhimov           | Judo                   | Mijgona Samadova                 | Boxe                  | Marcel Carné          | .      |
| 0180 | Taipei chinois                  | Sun Chen                 | Breaking               | Tai Tzu-ying                     | Badminton             | Marcel Carné          | .      |
| 0181 | Tanzanie                        | Andrew Thomas Mlugu      | Judo                   | Sophia Latiff                    | Natation              | Marcel Carné          | .      |
| 0182 | Tchad                           | Israel Madaye            | Tir à l'arc            | Demos Memneloum                  | Judo                  | Marcel Carné          | .      |
| 0183 | Tchéquie                        | Lukáš Krpálek            | Judo                   | Marie Horáčková                  | Tir à l'arc           | Odéon                 | .      |
| 0184 | Thaïlande                       | Puripol Boonson          | Athlétisme             | Vareeraya Sukasem                | Skateboard            | L'Ivoire              | .      |
| 0185 | Timor oriental                  | Jolanio Guterres         | Natation               | Ana da Costa da Silva Pinto Belo | Taekwondo             | Acajou                | .      |
| 0186 | Togo                            | Eloi Adjavon             | Triathlon              | Naomi Akakpo                     | Athlétisme            | Acajou                | .      |
| 0187 | Tonga                           | Maleselo Fufofuka        | Athlétisme             | Noelani Day                      | Natation              | Acajou                | .      |
| 0188 | Trinité-et-Tobago               | Dylan Carter             | Natation               | Michelle-Lee Ahye                | Athlétisme            | Acajou                | .      |
| 189  | Tunisie                         | Salim Jemai              | Canoë                  | Khadija Krimi                    | Aviron                | Sans-Souci            | .      |
| 190  | Turquie                         | Mete Gazoz               | Tir à l'arc            | Busenaz Sürmeneli                | Boxe                  | Sans-Souci            | .      |
| 191  | Turkménistan                    | Serdar Rahimov           | Judo                   | Maysa Pardayeva                  | Judo                  | Paris en Scène        | .      |
| 192  | Tuvalu                          | Karalo Maibuca           | Athlétisme             | Temalini Manatoa                 | Athlétisme            | Paris en Scène        | .      |
| 193  | Ukraine                         | Mykhailo Romanchuk       | Natation               | Elina Svitolina                  | Tennis                | Paris en Scène        | .      |
| 194  | Uruguay                         | Emiliano Lasa            | Athlétisme             | María Sara Grippoli              | Taekwondo             | Paris en Scène        | .      |
| 195  | Vanuatu                         | Hugo Cumbo               | Judo                   | Priscilla Tommy                  | Tennis de table       | Imagine               | .      |
| 196  | Venezuela                       | Julio Mayora             | Haltérophilie          | Anriquelis Barrios               | Judo                  | La Guêpe Buissonnière | .      |
| 197  | Îles Vierges des États-Unis     | Kruz Schembri            | Escrime                | Natalia Kuipers                  | Natation              | Ivre                  | .      |
| 198  | Îles Vierges britanniques       | Thad Lettsome            | Voile                  | Adaejah Hodge                    | Athlétisme            | Ivre                  | .      |
| 199  | Vietnam                         | Lê Đức Phát              | Badminton              | Nguyễn Thị Thật                  | Cyclisme              | Ivre                  | .      |
| 200  | Yémen                           | Samer Al-Yafaee          | Athlétisme             | NC                               | NC                    | Ivre                  | .      |
| 201  | Zambie                          | Muzala Samukonga         | Athlétisme             | Margaret Tembo                   | Boxe                  | Le Zouave de l'Alma   | .      |
| 202  | Zimbabwe                        | Makanakaishe Charamba    | Athlétisme             | Paige van der Westhuizen         | Natation              | Le Zouave de l'Alma   | .      |

Le défilé s'achève avec les délégations de l'Australie (pays hôte des Jeux olympiques d'été de 2032 à Brisbane), des États-Unis (pays hôte des Jeux olympiques d'été de 2028 à Los Angeles) et du la France.
| N°   | Pays       | Porte-drapeau masculin | Porte-drapeau masculin | Porte-drapeau féminin | Porte-drapeau féminin | Barge               | Ref. |
| N°   | Pays       | Athlète                | Discipline             | Athlète               | Discipline            | Barge               | Ref. |
| ---- | ---------- | ---------------------- | ---------------------- | --------------------- | --------------------- | ------------------- | ---- |
| 0203 | Australie  | Eddie Ockenden         | Hockey                 | Jessica Fox           | Canoe Kayak           | Le Zouave de l'Alma | .    |
| 0204 | États-Unis | Lebron James           | Basketball             | Coco Gauff            | Tennis                | L'Espoir            | .    |
| 0205 | France     | Florent Manaudou       | Natation               | Melina Robert-Michon  | Athlétisme            | Paquebot            | .    |

Le porteur de flamme masqué traverse alors à son tour la passerelle Debilly, alors qu'une vidéo en direct met en valeur le comité d'accueil de Tahiti, saluant joyeusement la caméra embarquée sur un drone qui le survole au petit matin, du fait du décalage horaire, où les épreuves de surf se dérouleront, sur le site de Teahupo'o.
Enfin, la délégation française, vivement acclamée, ferme le sillage des bateaux sur la Seine, au son de Que je t'aime de  Johnny Hallyday, Lettre à France de Michel Polnareff et Midnight City du groupe de musique électronique M83.
Une séquence d'hommage à l'Europe est introduite par quelques notes de The Final Countdown du groupe homonyme, mixé par Barbara Butch, tandis que le défilé de drag queens, dont Nicky Doll, Paloma et Piche, et de divers danseurs, dont Germain Louvet, Electro Street, Giselle Palmer, le collectif Mazelfreten et ceux du groupe de La Bourrée de Paris interprétant quelques pas de bourrée, danse traditionnelle du Massif central, se poursuit sur le tapis rouge gorgé d'eau de la passerelle Debilly ainsi que sur une péniche dotée d'un dancefloor à LED, au rythme de Désenchantée (de Mylène Farmer), Freed from Desire, Stereo Love ou encore Sandstorm. Un spectacle de drones tournant alors autour de la Tour Eiffel forment les 12 étoiles du drapeau de l'Union européenne.
Sorti d'une cloche de restaurant géante, le chanteur et acteur Philippe Katerine fait son apparition, quasiment dénudé et entièrement grimé en Dionysos, le corps peint en bleu-argent pailleté et la barbe safran, dieu antique de la vigne - « l'un des joyaux de la France » -, de la fête, de la folie et du théâtre, et, selon Thomas Jolly, père de Sequana, déesse gauloise de la Seine, pour interpréter Nu, son ode à la paix, à demi-allongé derrière un assortiment de fromages, sur un plateau de fruits et fleurs colorés, disposé en offrande au centre d'une longue table de banquet réunissant différents personnages bigarrés dont la DJ Barbara Butch à la tête ceinte d'une couronne d'Hélios, d'icône sainte ou de statue de la Liberté, trônant devant sa console de mixage, et nombre de drag queens, un temps figés derrière lui. D'aucuns interprètent ce tableau comme une référence à La Cène de Léonard de Vinci, représentation picturale de la Cène où Jésus est entouré de ses disciples,,, ou au Festin des dieux de Jan van Bijlert,, sur lequel Apollon couronné joue de la lyre au centre de la table ainsi que Bacchus au premier plan. À la fin de sa prestation, Katerine remet le son.
La bande-son des huit premiers tableaux est ponctuée de grands classiques de la chanson et de la pop culture française, réarrangés, comprenant entre autres Initials B.B. de Gainsbourg, Dreams are my reality de Vladimir Cosma et Richard Sanderson, refrain slow extrait de la B.O. du premier film La Boum, Chacun fait (c'qui lui plaît) par Chagrin d'amour, Laissez-moi danser (Monday, Tuesday) par Dalida, Marcia Baïla et Andy des Rita Mitsouko, le French cancan par les danseuses du Moulin-Rouge, la Gymnopédie no 1 d'Erik Satie, Ça balance pas mal à Paris de Michel Berger, DJ de Diam's, Spacer par Sheila, L'Aziza de Balavoine, Chanson sur ma drôle de vie de Véronique Sanson, Lettre à France de Polnareff, Music Sounds Better with You de Stardust, Alexandrie Alexandra de notamment Claude François, D.A.N.C.E. de Justice, Désenchantée de Mylène Farmer ou Louxor, j'adore de Philippe Katerine.

#### Obscurité
Le neuvième tableau, Obscurité, diffuse une musique plus sombre et montre des danseurs aux déplacements plus frénétiques à bord d'une péniche. Alors que son sol à LED projette un montage de diverses catastrophes climatiques dont sécheresse, inondation ou incendie de forêt, les danseurs s'effondrent lentement un par un.
Dans une continuité d'espérance, une séquence musicale poétique unique apparaît comme en songe : Juliette Armanet parée d’un ensemble pantalon en toile enduite noire de chez Dior, brodée sur les coutures de milliers de perles toupies facettées qui s'illuminent grâce à la technologie, interprète la chanson Imagine sur un radeau-récif émaillé de douces lumières au sol, au milieu de la Seine devenue sombre, en guise d'appel à la paix, alors que Sofiane Pamart près d'elle l'accompagne au piano ardent d'où voltigent les flammes orange et or d'un incendie contenu.

#### Solidarité

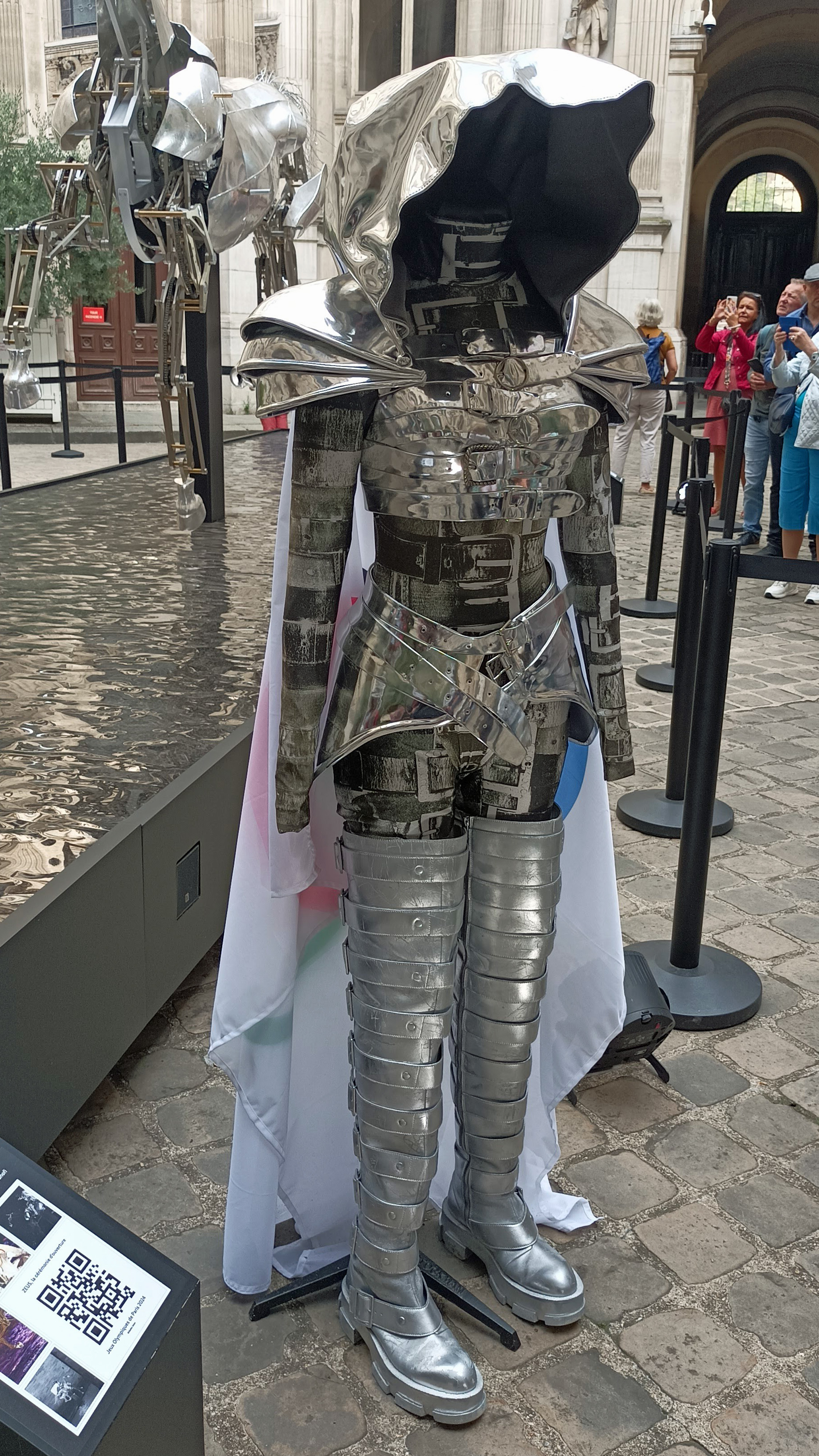
Costume de la cavalière, avec le cheval mécanique en fond.

Le dixième tableau, Solidarité, met en scène une mystérieuse cavalière vêtue d'une armure d'argent brillant portant en cape le drapeau olympique et montée sur un cheval métallique, galopant longuement sur le fleuve parisien devenu noir sur lequel se reflètent des lumières de la cérémonie, et censée propager l'esprit de l'Olympisme dans la ville, empreint d'amitié et de solidarité, « invitant le monde à se réunir dans son sillage ». Dans sa course, l'écuyère d'argent fait se déployer au-dessus de la Seine d'immenses ailes de colombe, symbole antique de paix entre les Nations durant la trêve olympique. Cette cavalière masquée est interprétée par Morgane Suquart cofondatrice de MMProcess, la société conceptrice du « trimaran motorisé » qui transporte le cheval d'argent mécanique créé par l’atelier de design Atelier Blam à Nantes,. L'armure de cette écuyère est conçue par la styliste Jeanne Friot, sur commande du directeur artistique Thomas Jolly, en hommage à Jeanne d'Arc Il s’agit aussi de l’incarnation de Sequana, déesse de la Seine et symbole de résistance. Une allusion à Pierre de Coubertin, à la re-création des Jeux olympiques décidée à la Sorbonne en 1892 et à l'histoire des Jeux est faite en même temps, par la diffusion de nombreuses images d'archives des différentes éditions olympiques internationales.
Simultanément, une armée de volontaires, porteurs de drapeaux des 205 comités nationaux olympiques (CNO) des Nations, prennent place sous la tour Eiffel pour suivre la cavalière métallique qui réapparaît montée sur un véritable cheval blanc marchant au pas, entourée de deux gardes républicains également à cheval. Elle est interprétée à ce moment par Floriane Issert, sous-officier de gendarmerie,. Après avoir traversé le pont d'Iéna, elle descend de sa monture et s'avance seule pour apporter le drapeau olympique plié à plat aux délégués à son hissement sur le mât placé au bout de l'estrade en forme de tour Eiffel inversée installée au sol devant le palais du Trocadéro, et autour de laquelle ont pris place les athlètes. Par erreur, le drapeau olympique est monté à l'envers sur le mât (3 anneaux en bas, 2 anneaux en haut), mais cela est à peine remarqué car faute de vent, le drapeau ne flotte pas.
L'hymne olympique est alors interprété par le Chœur et la Maîtrise de Radio France accompagnés par l'Orchestre national de France.

#### Solennité
Dans un onzième tableau, Solennité, suit la séquence consacrée aux Lauriers olympiques, comme c'est le cas à chaque cérémonie d'ouverture depuis 2016. Le diplomate italien Filippo Grandi en est le récipiendaire, au nom du Haut Commissariat des Nations unies pour les réfugiés (HCR). Tony Estanguet, président du comité d'organisation et le président du CIO Thomas Bach, prennent ensuite la parole en français puis en anglais, sur l'estrade placée dos à la tour Eiffel, alors que la nuit est tombée, pour accueillir les participants, saluer le public et les organisateurs.
Puis le président de la République Emmanuel Macron se présente à l’estrade pour proclamer officiellement l’ouverture des Jeux de la XXXIIIe olympiade des temps modernes de Paris 2024 ; il est en partie sifflé lors de ce court moment.
Le serment olympique est ensuite prononcé par les deux porte-drapeaux de la délégation française, Mélina Robert-Michon et Florent Manaudou, l'entraîneur de l’équipe de France de judo Christophe Messina, et une arbitre de lutte. Zinédine Zidane réapparaît pour monter sur scène reprendre en main la flamme olympique apportée par le mystérieux porteur masqué, et la transmettre au tennisman Rafael Nadal, quatorze fois vainqueur du tournoi parisien de Roland-Garros et double champion olympique ; ce faisant, les deux cèdent à une souriante et amicale accolade. L'habituel phare de la Tour Eiffel se fige et un jeu de lumières géométriques spectaculaire prend sa place en animant alors la dame de fer, débutant par un faisceau qui en descend pour éclairer le dessin originel des anneaux olympiques esquissé par Pierre de Coubertin en son temps, représentant « les cinq continents unis par l'Olympisme et les couleurs de toutes les nations ».
Au son de Supernature, tube disco de Marc Cerrone, se produit en chant signe le danseur sourd Shaheem Sanchez, alors que la tour Eiffel s'embrase. Rafael Nadal remonte la Seine en bateau, accompagné de trois autres multiples champions olympiques de différentes générations : l'athlète Carl Lewis, la joueuse de tennis Serena Williams et la gymnaste Nadia Comăneci, qui se relaient à bord pour porter la flamme ; ces quatre stars du sport cumulent vingt médailles d'or aux Jeux. Le bateau accoste près du Louvre, et la flamme olympique est confiée sur le quai à l'ex-numéro un mondiale de tennis Amélie Mauresmo qui entame son relais en courant, et transmet à son tour à l'entrée extérieure du palais la torche au joueur de basket Tony Parker. Les deux personnalités poursuivent la course en trottant ensemble, et en trait d'union, sont rejointes devant la pyramide du Louvre par les champions handisport Nantenin Keïta, Alexis Hanquinquant et Marie-Amélie Le Fur, tous habillés d'une tenue sportive blanche gansée de blanc fluorescent. Cette séquence ouvre le douzième et dernier tableau, Éternité.

#### Éternité
Les cinq relayeurs passent sous le Carrousel du Louvre et rejoignent le jardin des Tuileries où le handballeur Michaël Guigou, puis son homologue Allison Pineau, reprennent le flambeau. Se succèdent ensuite, tous vêtus de la même tenue sportive blanche, Jean-François Lamour, Félicia Ballanger, Florian Rousseau, Émilie Le Pennec, David Douillet, Clarisse Agbegnenou, Alain Bernard, Laure Manaudou, Renaud Lavillenie, Laura Flessel et enfin Charles Coste sur sa chaise roulante, centenaire et doyen des champions olympiques français, cycliste médaillé d'or en 1948,.
Ce dernier transmet la flamme aux deux ultimes relayeurs, les champions olympiques Teddy Riner et Marie-José Pérec, qui embrasent conjointement la vasque olympique en forme d'anneau-flamme de 7 mètres de diamètre surplombé par un ballon à gaz monumental, le tout conçu par Mathieu Lehanneur à Ivry-sur-Seine, devenant une montgolfière de 30 mètres de hauteur, qui s'élève dans les airs par le biais de 200 pulvérisateurs de brume d'eau à haute pression, dans l'alignement du musée du Louvre et de sa Pyramide, de l'obélisque de la Concorde et des Champs-Elysées dominés par l'Arc de triomphe de l'Étoile. Pour le clou du spectacle, la Vasque est illuminée par 40 projecteurs à LED informatisés qui irradient le ballon, l'ensemble apparaissant comme un soleil de nuit, inspirée en cela par la mythologie grecque où « la flamme olympique descend du soleil », faisant également écho au premier vol en ballon de 1783,,. Pendant toute la durée des Jeux, la montgolfière de la vasque olympique — sans utilisation directe de combustibles fossiles — restera visible aux visiteurs dans les jardins des Tuileries, pour s'envoler à chaque coucher du soleil jusqu’à 2 heures du matin,.
Céline Dion, qui n'avait pas chanté en public depuis quatre ans pour des raisons de santé, fait alors son apparition au centre du premier étage de la tour Eiffel, couverte d'une robe fourreau en georgette de soie blanche à traîne partant de la nuque, entièrement brodée de perles et cristaux scintillants disposés en franges par Dior,, pour interpréter en final avec force et émotion l'Hymne à l'amour d'Édith Piaf, accompagnée de son pianiste et directeur musical Scott Price habillé d'un smoking de Kim Jones pour Dior, jouant sur un piano à queue constellé de gouttes d'eau, ce qui clôt la cérémonie. Puis quelques notes de La Marseillaise parachèvent la conclusion.
À ce moment de la nuit festive, la pluie cesse de tomber.

### Scènes non diffusées

#### Aléas de réalisation
La pluie a impacté certaines scènes, notamment une prestation sur les toits qui a été annulée.
Du fait que le Service olympique de radiotélévision s'occupait de la diffusion en France et dans le monde, certaines scènes ne sont que brièvement apparues à l'écran, tels le survol de la Patrouille de France ou les figures historiques comme Napoléon Ier, le général de Gaulle ou Louis XIV pratiquant des sports de glisse sur des modules de skatepark flottant sur le fleuve. Thomas Jolly déclare lui-même que « le réalisateur a loupé beaucoup de moments », ce à quoi la direction des services de la production olympique ne réagit pas.

#### Autres
Certaines scènes, spontanées et non prévues au scénario, passent inaperçues du fait de leur occurrence sur les bateaux des délégations, à l'initiative de certaines d'entre elles. C'est le cas de plusieurs gestes à dimension symbolique voire politique comme le jeter de roses rouges dans la Seine, par la délégation algérienne, à l'emplacement de la répression policière meurtrière du 17 octobre 1961, ou de la mise au garde-à-vous des athlètes du Niger en référence au coup d'État de 2023 ayant forcé le départ des troupes françaises du pays.

### Programmation musicale
La programmation musicale de la cérémonie est riche de plusieurs dizaines de titres, pour la plupart diffusés par extraits, et ayant bénéficié d'arrangements, représentatifs de la diversité de la production musicale française, comprenant des standards de la variété et de la chanson française, des succès de la French touch et des airs connus de l'opéra et du répertoire classique. Plusieurs titres étrangers, originaires de différents pays européens, sont mis en valeur lors du tableau Festivité.
Dans l'ordre chronologique, ces titres sont :
- Prologue, de Woodkid ;
- La Foule, par Édith Piaf ;
- Initials B.B., de Serge Gainsbourg ;
- Reality, de Vladimir Cosma, popularisée par le film La Boum ;
- Mon truc en plumes, par Zizi Jeanmaire ;
- Give Me Love, de Cerrone ;
- Chacun fait (c'qui lui plaît), par Chagrin d'amour ;
- Laissez-moi danser (Monday, Tuesday), par Dalida ;
- Born to Be Alive, de Patrick Hernandez ;
- Magnolias for Ever, par Claude François ;
- Marcia Baïla, par Les Rita Mitsouko ;
- le fameux air du French cancan, adapté du Galop infernal d'Orphée aux Enfers de Jacques Offenbach ;
- un air tiré de la comédie musicale The Phantom of the Opera (Le Fantôme de l'Opéra) ;
- À la volonté du peuple, tiré de la comédie musicale Les Misérables, d'Alain Boublil, Jean-Marc Natel et Claude-Michel Schönberg ;
- Ah ! ça ira, chanson révolutionnaire dans sa version chantée par Édith Piaf ;
- L'amour est un oiseau rebelle, tiré du Carmen de Georges Bizet ;
- I Love U So, de Cassius ;
- Foule sentimentale d'Alain Souchon
- La Bohème, par Charles Aznavour ;
- Pookie, d'Aya Nakamura ;
- For me formidable, par Charles Aznavour ;
- Djadja, d'Aya Nakamura ;
- Danse macabre, poème symphonique de Camille Saint-Saëns ;
- la première des Gymnopédies d'Erik Satie ;
- Prélude à l'Après-midi d'un faune, de Claude Debussy ;
- Jeux d'eau, de Maurice Ravel ;
- Viens, Hymen, tiré des Indes galantes de Jean-Philippe Rameau ;
- La Marseillaise, de Claude Joseph Rouget de Lisle ;
- Ça balance pas mal à Paris, de Michel Berger, par lui-même et France Gall ;
- Andy, des Rita Mitsouko ;
- DJ, de Diam's ;
- Histoire d'1 soir (Bye Bye Les Galères), par Bibi Flash ;
- Spacer, par Sheila ;
- Lady (Hear Me Tonight), par Modjo ;
- Intro, par Alan Braxe et Fred Falke ;
- Love Don't Let Me Go, de David Guetta ;
- L'Aziza, de Daniel Balavoine ;
- Chanson sur ma drôle de vie, de Véronique Sanson ;
- D.I.S.C.O., d'Ottawan (version anglaise)
- Besoin d'amour, de Michel Berger et Luc Plamondon, par France Gall ;
- Music Sounds Better with You, de Stardust ;
- Kass Limon, par Jupiter ;
- Alexandrie Alexandra, de Jean-Pierre Bourtayre, Claude François et Étienne Roda-Gil, interprétée par Claude François ;
- D.A.N.C.E., de Justice ;
- Signatune, par DJ Mehdi et Thomas Bangalter ;
- Que je t'aime, par Johnny Hallyday ;
- Lettre à France, par Michel Polnareff ;
- Midnight City, de M83 ;
- The Final Countdown, par Europe ;
- Freed from Desire, par Gala ;
- Meet Her at the Love Parade, par Da Hool ;
- Ride on Time, par Black Box ;
- Be My Lover, de La Bouche ;
- I Had a Dream, par Nicky Doll ;
- Bla Bla Bla, par Gigi D'Agostino ;
- Stereo Love, par Edward Maya et Vika Jigulina ;
- Sandstorm, de Darude ;
- It's a Rainy Day, d'Ice MC ;
- Désenchantée, de Mylène Farmer et Laurent Boutonnat ;
- Louxor, j'adore, de Philippe Katerine ;
- Nu, de Philippe Katerine ;
- Imagine, de John Lennon ;
- l'hymne olympique ;
- Solénnité, de Victor le Masne (durant l'illumination de la Tour Eiffel) ;
- Supernature, de Cerrone ;
- Hymne à l'amour, d'Édith Piaf et Marguerite Monnot ;
- Je danse le mia, d'IAM ;
- Tombé pour la France, d'Étienne Daho et Arnold Turboust ;
- Voyage, Voyage, par Desireless ;
- L'Amour à la plage, de Niagara ;
- Ça plane pour moi, par Plastic Bertrand.

La soirée est également ponctuée par la présence récurrente du thème de la parade, composé par Victor Le Masne,.
Le 18 décembre 2024, le disque Music From the Opening of the Olympic Games Paris 2024, est mis en vente, regroupant 18 compositions originales de Victor le Masne pour la cérémonie d'ouverture.

### Cérémonie d'ouverture à Tahiti
Parallèlement à la cérémonie parisienne, une cérémonie d'ouverture est organisée à Tahiti, en Polynésie française, où se déroulent les épreuves de surf. Organisée sur les rives du parc d’Atimaono à Papara, cette cérémonie mêle traditions polynésiennes et du monde du surf à celles de la cérémonie des JO. Les artistes participant à la cérémonie de Tahiti sont dirigés par Heimoana Metua, la chef de troupe de Teva i Uta.
La cérémonie de Tahiti commence par l'arrivée au son du pu et des pahu d'une pirogue à voile, un va’a traditionnel, au cœur du lagon de Papara. Cette pirogue transporte la maire de Teahupo'o, Roniu Poare, qui tient dans ses mains le hue contenant l’eau de mer de la passe de Hava’e. Portée par deux tane jusqu’au sable, elle y est accueillie par des femmes vêtues d'une jupe de more, les cheveux lâchés et une lance à la main.
Les 48 surfeurs qualifiés, 24 femmes et 24 hommes, représentant 21 nations, sont tous présents pour participer à la retransmission télévisée internationale, rejoignant leurs équipes olympiques nationales à distance. Les athlètes et les officiels de leurs délégations sont accueillis par le chant traditionnel tahitien Himene Ai’a et un Orero de Mataiea (déclamation traditionnelle), avant de se joindre au défilé des sportifs tandis que les surfeurs, emmenés par les porteurs de drapeaux, entrent sous le chapiteau au son de la musique et sous les applaudissements des spectateurs,.
Les athlètes participent également à la cérémonie des sables du monde (sands of the world ceremony), une tradition organisée par l'Association internationale de surf avant les compétitions importantes, demandant aux athlètes d'apporter du sable de leurs pays respectifs et de le verser dans une boîte collective pour symboliser la diversité et l'unité,. Fernando Aguerre, le président de l'Association internationale de surf, est le dernier à participer à cette cérémonie, en versant du sable de Rio de Janeiro, le lieu où il a été annoncé pour la première fois que le surf serait inclus dans les Jeux olympiques, ainsi qu'un coquillage de la plage d'Ichinomiya au Japon, où le surf a fait ses débuts olympiques dans le cadre des Jeux de Tokyo 2020. Le récipient sera placé dans l'hôtel de ville de Teahupo'o.
Les valeurs sportives du fair-play, de l'humilité, du respect et de la bienveillance sont ensuite célébrées lors d'une cérémonie Rahiri. Un athlète représentant chaque équipe, ainsi que Fernando Aguerre, la ministre déléguée aux Outre-mer (démissionnaire) Marie Guévenoux, le président de la Polynésie française Moetai Brotherson et leurs collègues dignitaires placent des feuilles de bananier les unes sur les autres, pour les attacher en un seul ensemble, qui restera sur la plage de Teahupo'o en signe d'unité.
Un spectacle de danse traditionnelle suit, avant le discours de clôture.
La cérémonie de Tahiti se déroulant en même temps que celle de Paris, un écran géant est installé, permettant de suivre la grande cérémonie parisienne, et les délégations sont présentées en direct à Paris grâce à la retransmission de France Télévisions.

## Liste des représentants présents
Quatre-vingt-cinq chefs d'État et de gouvernement ou leurs représentants assistent à la cérémonie.

### Nations
| Pays                      | Personnalité | Titre |
| ------------------------- | --- | --- |
| Afrique du Sud            | Gayton McKenzie | Ministre des Sports, des Arts et de la Culture |
| Andorre                   | Xavier Espot Zamora                                                                                                | Chef du gouvernement |
| Albanie                   | Edi Rama | Premier ministre |
| Allemagne                 | Olaf Scholz | Chancelier fédéral |
| Arabie saoudite           | Reema bint Bandar Al Saoud                                                                                         | Princesse |
| Argentine                 | Javier Milei Karina Milei                                                                                          | Président de la Nation argentine Secrétaire générale de la présidence |
| Arménie                   | Vahagn Khatchatourian                                                                                              | Président de la République |
| Australie                 | Anika Wells | Ministre des Sports (en) |
| Autriche                  | Karl Nehammer | Chancelier fédéral |
| Belgique                  | Philippe Mathilde Alexander De Croo                                                                                | Roi Reine Premier ministre |
| Bhoutan                   | Jigyel Ugyen Wangchuck                                                                                             | Prince |
| Bosnie-Herzégovine        | Denis Bećirović | Président du collège présidentiel |
| Brésil                    | Rosângela Lula da Silva André Fufuca                                                                               | Première dame Ministre des Sports (en) |
| Bulgarie                  | Roumen Radev | Président de la République |
| Cameroun                  | Paul Biya Chantal Biya                                                                                             | Président de la République Première dame |
| Canada                    | Carla Qualtrough                                                                                                   | Ministre des Sports et de l'Activité physique |
| Cap-Vert                  | José Maria Neves                                                                                                   | Président de la République |
| Chili                     | Jaime Pizarro | Ministre des Sports (en) |
| Chine                     | Han Zheng | Vice-président de la République |
| Colombie                  | Gustavo Petro | Président de la République |
| Comores                   | Azali Assoumani | Président de l'union |
| Côte d'Ivoire             | Robert Beugré Mambé                                                                                                | Premier ministre et Ministre des Sports et du Cadre de vie |
| Croatie                   | Andrej Plenković Kolinda Grabar-Kitarović                                                                          | Premier ministre Ancienne présidente de la République et membre du CIO |
| Danemark                  | Frederik X Mary | Roi Reine |
| Djibouti                  | Ismaïl Omar Guelleh                                                                                                | Président de la République |
| Espagne                   | Felipe VI Letizia                                                                                                  | Roi Reine |
| Estonie                   | Alar Karis | Président de la République |
| États-Unis                | Jill Biden Karen Bass Jennifer Siebel Newsom                                                                       | Première dame Maire de Los Angeles Première partenaire de Californie |
| Fidji                     | Wiliame Katonivere                                                                                                 | Président de la République |
| Finlande                  | Alexander Stubb | Président de la République |
| France                    | Emmanuel Macron Gabriel Attal Amélie Oudéa-Castéra François Hollande Anne Hidalgo Tony Estanguet David Lappartient | Président de la République Premier ministre (démissionnaire) Ministre des Sports et des Jeux olympiques et paralympiques (démissionnaire) Ancien président de la République Maire de Paris Président du Comité d'organisation des Jeux olympiques et paralympiques d'été de 2024 Président du Comité national olympique et sportif français |
| Gabon                     | Brice Oligui Nguema                                                                                                | Président de la Transition de la République gabonaise |
| Géorgie                   | Salomé Zourabichvili Irakli Kobakhidze                                                                             | Présidente Premier ministre |
| Grèce                     | Kyriákos Mitsotákis                                                                                                | Premier ministre |
| Guinée-Bissau             | Umaro Sissoco Embaló                                                                                               | Président de la République |
| Hong Kong                 | Kevin Yeung | Secrétaire d'État à la Culture, aux Sports et au Tourisme |
| Hongrie                   | Tamás Sulyok | Président de la République |
| Indonésie                 | Prabowo Subianto Erick Thohir                                                                                      | Président de la République (élu) et ministre de la Défense Ministre des Entreprises d'État et membre du CIO |
| Irak                      | Abdel Latif Rachid                                                                                                 | Président de la République |
| Irlande                   | Simon Harris | Premier ministre |
| Israël                    | Isaac Herzog | Président de l'État |
| Italie                    | Sergio Mattarella                                                                                                  | Président de la République |
| Japon                     | Yūko Kishida | Épouse du Premier ministre |
| Jordanie                  | Fayçal ben al-Hussein                                                                                              | Prince et membre du CIO |
| Kosovo                    | Vjosa Osmani Albin Kurti                                                                                           | Présidente de la République Premier ministre |
| Kirghizistan              | Sadyr Japarov | Président de la République |
| Kurdistan irakien         | Netchirvan Barzani                                                                                                 | Président du Gouvernement régional du Kurdistan |
| Lettonie                  | Edgars Rinkēvičs                                                                                                   | Président de la République |
| Liban                     | Najib Mikati | Président du Conseil des ministres |
| Libye                     | Mohammed el-Menfi                                                                                                  | Président du Conseil présidentiel |
| Liechtenstein             | Nora Daniel Risch                                                                                                  | Princesse Chef du gouvernement |
| Lituanie                  | Gitanas Nausėda | Président de la République |
| Luxembourg                | Henri María Teresa                                                                                                 | Grand-duc et membre du CIO Grande-duchesse |
| Madagascar                | Andry Rajoelina | Président de la République |
| Maldives                  | Hussain Mohamed Latheef (en)                                                                                       | Vice-président de la République (en) |
| Malte                     | Robert Abela | Premier ministre |
| Maroc                     | Aziz Akhannouch | Chef du gouvernement |
| Mauritanie                | Mohamed Ould Ghazouani Ahmed Ould Sid'Ahmed Ould Djé                                                               | Président de la République islamique Ministre de la Culture, de la Jeunesse, des Sports et des Relations avec le Parlement de Mauritanie |
| Mexique                   | Jesús María Tarriba (en)                                                                                           | Premier gentilhomme (désigné) |
| Moldavie                  | Maia Sandu | Présidente de la République |
| Monaco                    | Albert II Charlène Jacques Gabriella                                                                               | Prince souverain, président du Comité olympique monégasque et membre du CIO Princesse consort Prince héréditaire Princesse |
| Mongolie                  | Ukhnaagiin Khürelsükh                                                                                              | Président de l'État |
| Monténégro                | Jakov Milatović Milojko Spajić                                                                                     | Président Premier ministre |
| Niger                     | Abdoulaye Mohamadou                                                                                                | Ministre des Sports |
| Nigeria                   | John Owan Enoh | Ministre du Développement des sports |
| Nouvelle-Zélande          | Dame Cindy Kiro | Gouverneure générale |
| Oman                      | Basil bin Ahmed al Rawas                                                                                           | Sous-secrétaire du ministère de la Culture, des Sports et de la Jeunesse pour les Sports et la Jeunesse |
| Paraguay                  | Santiago Peña | Président de la République |
| Pays-Bas                  | Willem-Alexander Máxima Catharina-Amalia Alexia Dick Schoof                                                        | Roi Reine consort Princesse héritière Princesse Premier ministre |
| Pologne                   | Andrzej Duda | Président de la République |
| Portugal                  | Marcelo Rebelo de Sousa                                                                                            | Président de la République |
| Qatar                     | Tamim ben Hamad Al Thani                                                                                           | Émir |
| République centrafricaine | Faustin-Archange Touadéra                                                                                          | Président de la République |
| République tchèque        | Petr Fiala | Premier ministre |
| Roumanie                  | Klaus Iohannis | Président |
| Royaume-Uni               | Keir Starmer | Premier ministre |
| Rwanda                    | Paul Kagame | Président de la République |
| Sao Tomé-et-Principe      | Patrice Trovoada                                                                                                   | Premier ministre |
| Sénégal                   | Bassirou Diomaye Faye                                                                                              | Président de la République |
| Serbie                    | Aleksandar Vučić                                                                                                   | Président de la République |
| Sierra Leone              | Julius Maada Bio                                                                                                   | Président de la République |
| Singapour                 | Tharman Shanmugaratnam                                                                                             | Président de la République |
| Slovaquie                 | Peter Pellegrini                                                                                                   | Président de la République |
| Slovénie                  | Nataša Pirc Musar Robert Golob                                                                                     | Présidente de la République Président du gouvernement |
| Suisse                    | Viola Amherd | Présidente de la Confédération et chef du Département fédéral de la défense, de la protection de la population et des sports |
| Thaïlande                 | Sermsak Pongpanit                                                                                                  | Ministre du Tourisme et des Sports |
| Ukraine                   | Matvii Bidnyi | Ministre de la Jeunesse et des Sports par intérim |
| Vietnam                   | Nguyễn Văn Hùng (de)                                                                                               | Ministre de la Culture, des Sports et du Tourisme |

### Organisations internationales
| Organisation     | Personnalité                                          | Titre |
| ---------------- | ----------------------------------------------------- | --- |
| CIO              | Thomas Bach                                           | Président |
| ONU              | António Guterres Audrey Azoulay                       | Secrétaire général Directrice générale de l'UNESCO                                                               |
| Union européenne | Charles Michel Ursula von der Leyen Christine Lagarde | Président du Conseil européen Présidente de la Commission européenne Présidente de la Banque centrale européenne |
| OTAN             | Jens Stoltenberg                                      | Secrétaire général                                                                                               |

## Liste de diffuseurs
La captation télévisuelle de la cérémonie est entièrement réalisée par le Service olympique de radiotélévision (OBS), entreprise dédiée gérée par le CIO. Les différents diffuseurs sont responsables uniquement des commentaires et pour certains peuvent censurer certains passages lors de la diffusion (voir infra). En France, France Télévisions a ajouté quelques plans à bord de la péniche de la délégation française, ayant un cadreur à bord.
- Allemagne : Discovery Communications / Eurosport et ARD/ZDF[159]
- Belgique – RTBF / VRT[160],[161]
- Brésil : TV Globo / SporTV et CazéTV
- Canada : ICI Radio-Canada Télé et Réseau des sports (français) / Canadian Broadcasting Corporation et The Sports Network (anglais)[162]
- Corée du Sud : SBS[163]
- Espagne : La 1 et Eurosport
- États-Unis : NBC
- Europe : Discovery Communications et Eurosport[164]
- France : France Télévisions[165] et Eurosport
- Japon : NHK[166]
- Portugal : RTP 1 / RTP 2 et TVI
- Royaume-Uni : BBC1 et Eurosport[167]
- Suisse : SRG SSR[168] et Eurosport
- Turquie : TRT Spor

## Coût
En octobre 2024, l’État dévoile le coût de la cérémonie d'ouverture : celle-ci est revenue à « environ 100 millions d'euros ».

## Polémiques et faux pas

### Critiques de la participation d'Aya Nakamura
Fin février 2024, selon L'Express, le président de la République Emmanuel Macron aurait demandé à la chanteuse Aya Nakamura d'interpréter une chanson d'Édith Piaf lors de la cérémonie d'ouverture des J.O.
L'annonce suscite de vives réactions notamment de l'extrême droite. Le 9 mars, un collectif identitaire nommé « Les Natifs » manifeste sur les bords de Seine à Paris contre la possible participation de la chanteuse. Le collectif dénonce « un choix très politique et complètement démagogique » du chef d'État. Le lendemain, Aya Nakamura réagit à l'action du collectif sur son compte Twitter, déclarant : « Vous pouvez être racistes mais pas sourds. C’est sa qui vous fait mal ! Je deviens un sujet d’état numéro 1 en débats, etc. mais je vous dois quoi en vrai ? Kedal » [sic].

### Présentation de la Corée du Sud
Lors de la cérémonie d'ouverture, la Corée du Sud est présentée comme la « République populaire démocratique de Corée » en français, puis « Democratic People's Republic of Korea » en anglais, nom officiel de la Corée du Nord. Le Comité international olympique publie des excuses sur le compte X en coréen, mais aucune excuse n'est publiée sur les comptes officiels en anglais ou en français des médias sociaux.
Jang Mi-ran, deuxième vice-ministre de la Culture, des Sports et du Tourisme, demande au CIO d'organiser une réunion avec le président Bach au sujet de cet incident.

« Nous avons également demandé au ministère des Affaires étrangères de déposer une plainte ferme auprès de la France au niveau gouvernemental. Le Comité olympique et sportif coréen a immédiatement demandé au comité d'organisation de Paris d'empêcher que des faits similaires ne se reproduisent et soumettra une protestation officielle sous l'égide de notre chef de mission. Le comité rencontrera également le CIO. »

— Ministère de la Culture, des Sports et du Tourisme (Corée du Sud)

### Présentation de l'Arménie
Lors de la cérémonie d'ouverture, le journaliste de la télévision France 2 Laurent Delahousse présente l'année 2024 comme étant « marquée, pour le peuple arménien, par la chute du Haut-Karabagh aux mains de l’armée azerbaïdjanaise ». En réponse, le gouvernement azerbaïdjanais annonce envoyer une lettre de protestation au Comité international olympique, estimant que ces propos sont contraires à l’esprit des Jeux et servent à saper les efforts de paix entre l’Azerbaïdjan et l’Arménie.

### Présentation d'Israël
Lors du passage des délégations sportives sur la Seine, celle d'Israël, composée de quatre-vingt-huit athlètes vêtus de blanc, se tenant aux côtés de celle de l'Italie sur un bateau-mouche entouré par une protection renforcée, est copieusement huée et sifflée par une partie du public ; près du pont des Arts, des spectateurs leur crient « Shame ! Shame ! » (« La honte ! La honte ! »), mais le son de ces manifestations d'hostilité n'est pas diffusé à la télévision,. Le jour même de la cérémonie, des cyberactivistes propalestiniens, dont le groupe de hackeurs ZEUS, diffusent sur les réseaux sociaux de nombreuses informations privées et sensibles sur les membres de cette délégation,.

### Orchestre de Paris
En même temps que le groupe de metal Gojira sur la façade de la Conciergerie, les musiciens de l'Orchestre de Paris, avec à leur tête Klaus Mäkelä, jouent sur les quais de Seine, mais leur prestation n'est ni filmée ni mentionnée, au motif qu'ils n'ont pas signé de contrat sur la réalisation télévisuelle.

### Scène avec des drag queens
Un passage avec des drag queens réunies derrière une table de banquet avec Philippe Katerine au premier plan, apparu dans le plus simple appareil, le corps peint en bleu pailleté, fait polémique. Il est interprété par beaucoup comme une parodie de La Cène (1494 à 1498) — fameuse fresque de Léonard de Vinci représentant le dernier repas testamentaire de Jésus-Christ. Il s'agirait alors d'un blasphème pour de nombreux chrétiens,,.

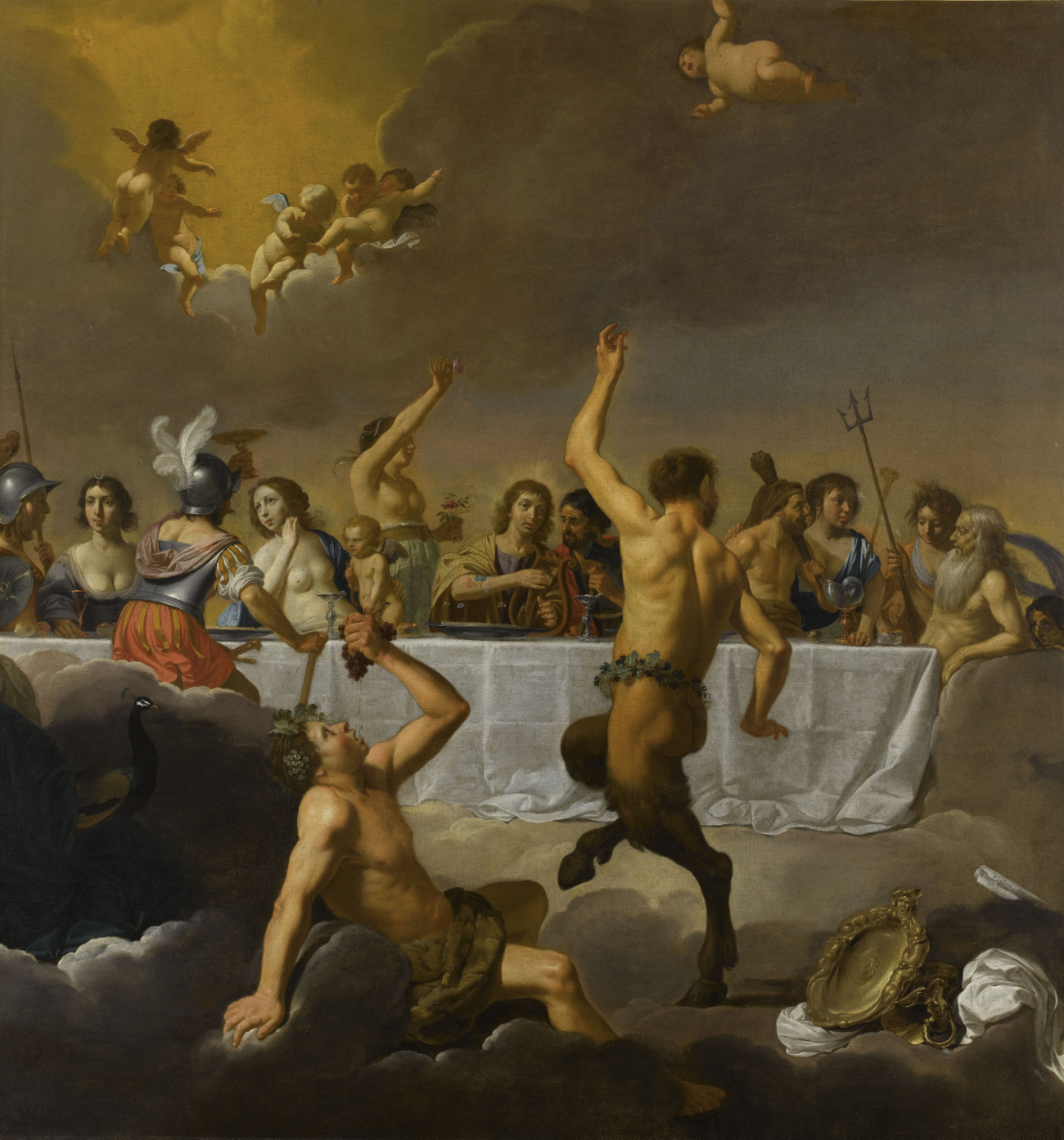
Le Festin des dieux de Jan van Bijlert.

La scène pourrait aussi imiter les bacchanales. Certains internautes y voient une interprétation du tableau Le Festin des dieux (1635 à 1640) du peintre Jan van Bijlert, représentant les dieux de l'Olympe ; cependant, la documentaliste Hélène lsnard du Musée Magnin de Dijon où il est exposé depuis 1938, ne s'en était pas aperçue elle-même : « Lorsque j'ai vu les images de la cérémonie d'ouverture, je n'ai pas pensé directement au Festin des dieux » avoue-t-elle. L'historien de l'art spécialiste de l'art queer, Quentin Petit, qui a en premier lieu vu La Cène, explique que dans ce tableau, « De Vinci reprend une composition classique des arts grec et romain dans une scène chrétienne » ; cependant, Le Festin des dieux est finalement à ses yeux une possibilité plus cohérente de représentation, le tableau pouvant lui-même évoquer la Cène testamentaire : « Au XVIe siècle, des artistes vont se servir de scènes mythologiques, de scènes laïques ou païennes pour représenter des scènes christiques ».
La Conférence des évêques de France dénonce une « scène de dérision et de moquerie du christianisme »,. De son côté, l'Assemblée des évêques orthodoxes de France déclare que « plusieurs aspects de la scénarisation de cette cérémonie ont heurté la sensibilité des citoyens chrétiens de France et bien au-delà », et appelle les autorités à « veiller au respect des valeurs et des fondements du vivre ensemble en France, selon l’esprit de la laïcité républicaine qui implique le respect de tous ».
Toujours en France, le député Renaissance Charles Rodwell se désole d'un « souillage » des chrétiens de France à travers une caricature de la Cène. Le fondateur de La France insoumise, Jean-Luc Mélenchon, dénonce également la représentation en ce sens : « À quoi bon risquer de blesser les croyants ? Même quand on est anticlérical ! Nous parlions au monde ce soir-là. Dans le milliard de chrétiens du monde, combien de braves et honnêtes personnes à qui la foi donne de l’aide […], sans gêner personne ? ». Charles-Philippe d'Orléans qualifie de son côté la prestation de « consternante ».
À l'étranger, différentes personnalités politiques font également part de leur désapprobation : l'ancien président Donald Trump qualifie la cérémonie de « honte », le président de la Chambre des représentants des États-Unis Mike Johnson estime que la « moquerie était choquante et insultante envers les chrétiens partout dans le monde […] La guerre contre notre foi et valeurs traditionnelles ne connait aucune limite ».
Des commentaires similaires sont exprimés par l'entrepreneur Elon Musk et l'évêque Robert Barron. Les Églises orthodoxes de Grèce, de Bulgarie, de Géorgie, l'Église Copte, l'Église arménienne de Constantinople, l'Église chaldéenne expriment également des condamnations et protestations, ainsi que le Conseil interreligieux d'Albanie ou encore l'institution al-Azhar, plus haute autorité musulmane en Égypte.
L'entreprise de télécommunications américaine C Spire (en) déclare retirer l'ensemble de ses publicités en conséquence. Certains gouvernements étrangers condamnent également la prestation. C'est le cas de la Russie, par la voix de sa diplomatie, qui critique une « parodie LGBT de La Cène », de la Hongrie dont le premier ministre Viktor Orbán juge la cérémonie symptomatique de « l'absence de morale politique » des nations occidentales, de la Turquie, son Président Recep Tayyip Erdoğan la qualifiant d'« immoralité commise contre le monde chrétien » et projetant d'en appeler au pape François pour parler de ces « Jeux olympiques utilisés comme un outil de perversion qui corrompt la nature humaine »,.
Certains diffuseurs font aussi le choix de ne pas montrer cette séquence, comme SNRT au Maroc qui la remplace par une vue du Musée du Louvre et NBC lors de la diffusion en différé aux États-Unis,,. Pour sa part, la chaîne publique turque TRT Spor interrompt sa diffusion en direct après le tableau, provoquant des protestations de ses spectateurs sur les réseaux sociaux.
Le compte Twitter officiel des Jeux olympiques affirme qu'il s'agit d’une représentation de Dionysos, dieu de la fête et de la vigne — « l'un des joyaux de la France » d'après Thomas Jolly — et père de la déesse de la Seine dans les mythologies grecque et gauloise, respectivement, et non d’une reprise de La Cène. Le directeur artistique Thomas Jolly dit s'être inspiré de « l’idée d’une grande fête païenne liée aux dieux de l’Olympe » et explique qu'il souhaitait simplement afficher de l'inclusion : « notre sujet n'était pas d'être subversif. Nous n'avons jamais voulu être subversif. Nous voulions parler de diversité […]. Nous voulions inclure tout le monde, c'est aussi simple que ça » ; il dément s'être inspiré de La Cène ; certaines drag queens y ayant participé affirment la même chose ou au contraire, disent avoir été choisies « pour réaliser un tableau reprenant les codes de La Cène, célèbre œuvre de Leonard de Vinci »,,, sans toujours en reconnaître le caractère provocateur. Les producteurs des Jeux de Paris 2024, quant à eux, déclarent que le tableau artistique controversé était effectivement inspiré par la fresque de Léonard de Vinci.
Le 28 juillet 2024, deux jours après la cérémonie d'ouverture, l'organisation des Jeux de Paris, via Anne Descamps, sa directrice de la communication, présente des excuses officielles : « Clairement notre intention n’était pas d’afficher un manque de respect à quelque groupe religieux que ce soit. À l’inverse, notre intention était de montrer de la tolérance et de la communion. Si des gens ont été offensés, nous nous en excusons »,. Le 30 juillet, Philippe Katerine demande pardon aux chrétiens qu'il aurait choqués, sur la chaîne américaine CNN. Il réitère ses excuses dans un entretien accordé au journal Le Monde publié le même jour : « Pardon, si j’ai pu choquer des gens ». Il est finalement revenu sur ses dires.
Des drag queens ont déjà participé à la cérémonie de clôture des Jeux olympiques d'été de 2000 à Sydney, pour rendre hommage au film Priscilla, folle du désert et La Cène de Léonard de Vinci a de nombreuses fois été parodiée (comme chez Ubisoft, Les Simpson, Battlestar Galactica, dans la pop culture, etc.), sans soulever un tel tollé international,. Pour l'historien Quentin Petit, la perception du blasphème sur cette scène de la cérémonie aux Jeux de Paris est plus politique que religieuse : « ici, ce sont les corps queers, gros, racisés qui jouent des normes de genre, qui sont iconisés comme avec les drag-queens qui prennent la place des dieux de l’Olympe. Et c’est ça qui fait polémique, et a toujours fait polémique dans l’histoire de l’art ».

#### Dépôts de plainte
À la suite de la cérémonie, les réseaux sociaux sont inondés notamment d'une pluie de commentaires « LGBTphobes » et d'insultes dont une partie viendrait plus particulièrement de l'étranger.
Barbara Butch, figure auréolée au centre du tableau, doit porter plainte pour cyberharcèlement, insultes homophobes, sexistes, grossophobes et antisémites et menaces de mort, de tortures et de viol, et le metteur en scène Thomas Jolly, victime quasiment des mêmes débordements sur les réseaux sociaux, en plus de prêter à ce Normand des origines israéliennes et de le diffamer, la suit dans sa démarche au pénal,. Dirigée par le Pôle national de lutte contre la haine en ligne (PNLH) du parquet, l'enquête est confiée à l'Office central de lutte contre les crimes contre l'humanité et les crimes de haine (OCLCH).
À son tour, la présentatrice de l'émission Drag Race France, la drag queen Nicky Doll, doit déposer plainte pour cyberharcèlement aggravé et menaces de mort, contre des internautes anonymes mais également l'activiste et acteur britannique Laurence Fox qui l'a accusée sur X de « pédophilie ». Le parquet de Paris ouvre une enquête pour « injures publiques en raison de l'identité de genre ou de l'orientation sexuelle ».

### Invitation déclinée à la cérémonie
Le président de la République Emmanuel Macron, ayant invité tous les chefs d'État à assister à cette cérémonie, a reçu une fin de non-recevoir de la part du président turc Recep Tayyip Erdoğan, qui aurait été mis en garde par sa petite-fille lui ayant dit qu'il y serait organisée une manifestation LGBT et montré des images en ce sens émanant du réseau social Instagram.

### Représentation de Marie-Antoinette
La scène représentant, depuis les fenêtres de la Conciergerie où elle fut emprisonnée, la reine Marie-Antoinette décapitée, la tête ensanglantée sous le bras, entonnant le refrain de la chanson Ah ! ça ira de la Révolution française — qui incite par le peuple de cette époque à la mise à mort des aristocrates — alors que des jets de sang jaillissent des trouées de la façade, divise les internautes, et suscite, comme d'autres séquences de la cérémonie, des réactions opposées, de la gauche à l’extrême droite,.
Thomas Jolly, directeur de la cérémonie, affirme qu'il n'y avait pas de « glorification de cet instrument de mort qu'était la guillotine ». « Si nous utilisons notre travail pour régénérer […] la division, la haine […] et que cela continue à progresser, alors que je crois que nous avons fait un peu de paix […], alors ce serait vraiment honteux ».

### Interdiction du hidjab
La cérémonie olympique de Paris 2024 interdit le port de tenues religieuses pour les athlètes français, y compris le hidjab, invoquant pour cela la laïcité de l'État français, l'une des valeurs de la République française.
Ainsi, l'athlète musulmane franco-guinéenne Sounkamba Sylla a-t-elle failli ne pas participer à la cérémonie puis est autorisée, seulement après un compromis le lui permettant, de porter une casquette à la place du hidjab qu'elle réclamait. Bien que la décision ne s'applique pas aux athlètes musulmans d'autres pays, une coalition d'organisations, incluant Human Rights Watch et Amnesty International, écrit au Comité international olympique pour condamner cette interdiction et demander son annulation,,.

### Présence des marques du groupe LVMH
De nombreux observateurs et spectateurs critiquent la présence des marques du groupe LVMH jugée excessive perçue comme une exploitation commerciale de l'événement sportif mondial. En particulier, la firme Louis Vuitton est pointée du doigt pour avoir transformé la cérémonie en une vitrine publicitaire, détournant l'attention du véritable esprit des Jeux olympiques.

### Utilisation du playback
Victor Le Masne, directeur musical de l'évènement, révèle que les chanteuses Lady Gaga et Aya Nakamura ont préenregistré leurs prestations en cas de souci technique et se sont produites à la cérémonie en playback, tandis que Céline Dion a chanté réellement en direct.

## Billetterie
La quasi totalité des places sont attribuées à des partenaires privés et publics (collectivités locales) qui apportent leur subvention à l'évènement. Le 31 janvier 2024, des places sont annoncées à 90 euros, mais elles ne sont pas proposées au public, car il s'agit de contreparties de partenariat (sponsoring).
Les spectateurs accédant aux places sur les quais hauts bénéficient de billets gratuits, ceux sur les quais bas se voient proposer des places avec des prix allant de 90 euros (places debout) à 2 700 euros pour les tribunes se situant dans la partie ouest (entre la Concorde et le Trocadéro).

## Réception

### En France

#### Population
86 % des Français considèrent que les cérémonies ont été un succès et 96 % ont déclaré les avoir appréciées. Avec plus de 23 millions de téléspectateurs, il s'agit de la deuxième meilleure audience de l’histoire de la télévision française. Le pic d’audience est atteint par le passage de la chanteuse Aya Nakamura avec 31,4 millions de téléspectateurs.

#### Presse
La presse française se montre globalement satisfaite de la cérémonie. Le Monde parle d'une « fête grandiose », qu'il juge à même de réconcilier Paris avec son fleuve comme les Jeux de Barcelone en 1992 ont réuni la capitale catalane à la mer. Le quotidien s'interroge sur quelques longueurs, un kitsch peut-être excessif sur certaines séquences et relaie des questionnements sur le manque d'universalité de certaines scènes, notamment celle avec Philippe Katerine, mais reconnaît la capacité des organisateurs à avoir relancé le show à chaque moment de flottement par un « petit miracle », et adoube notamment la prestation finale de Céline Dion. L'Équipe titre en une « Imagine », louant une cérémonie « sublime » et « inoubliable », s'enthousiasmant pour une ambiance « joyeusement fiévreuse », tout en regrettant que la procession des athlètes ait contribué à briser « la poésie des plus beaux tableaux ». Le Journal du dimanche estime que la cérémonie d'ouverture a lancé les Jeux de Paris en beauté. Le Parisien (« époustouflant ») et Libération (« grandiose ») s'enthousiasment également. Le Figaro relève qu'un seul titre de la presse quotidienne régionale, L'Ardennais, choisit de ne pas placer la cérémonie sur sa une. Plus partagé, Paul Sugy du Figaro parle d'une fête « grandiose et somptueuse » mais estime que plusieurs scènes auraient pu être « épargnées » aux spectateurs.

#### Responsables politiques
En France, l'essentiel de la classe politique salue le spectacle donné. Dans le camp présidentiel, Gabriel Attal salue notamment la performance d'Aya Nakamura avec la Garde républicaine, mettant au défi de trouver un meilleur duo (« Name a better duo, I'll wait »), quand Emmanuel Macron lui-même légende cette séquence par la formule qu'il a contribuée à populariser pour défendre sa méthode politique, « en même temps ». La gauche salue globalement l'événement. La présidente du groupe La France insoumise à l'Assemblée nationale, Mathilde Panot, remercie les organisateurs « d'avoir sublimé notre héritage révolutionnaire ». La députée écologiste Sandrine Rousseau voit dans le spectacle « la meilleure réponse à la montée du fascisme et de l’extrême droite ». Jean-Luc Mélenchon salue « l'esprit rebelle » de la France que le spectacle met en avant, tout en regrettant la mise en scène macabre de Marie-Antoinette, « d'un âge des punitions que nous ne voulons plus revoir », et ce qu'il interprète comme de la dérision appliquée à la Cène qui « risquer[ait] de blesser les croyants ».
Le Figaro observe une classe politique « divisée » après la cérémonie d’ouverture des JO 2024, la droite y voyant de la « propagande woke et grossière » alors que la gauche se félicite de l'indignation de l'extrême droite : « l'extrême droite en PLS ».
Une partie des représentants politiques, à droite et à l'extrême droite, critique la cérémonie. La députée européenne Marion Maréchal se désole d'une « propagande woke aussi grossière ». Marion Maréchal pense que cette cérémonie était l'illustration d'une forme de « sécession des élites politiques et culturelles ». Le député RN Julien Odoul évoque un « saccage pour la culture française », pointant tout particulièrement la prestation d'Aya Nakamura. Tout en affirmant vouloir se concentrer sur le positif de la cérémonie, la sénatrice LR Valérie Boyer déplore une « vision de [l']Histoire qui met en spectacle la décapitation de Marie-Antoinette et qui cherche à ridiculiser les Chrétiens ». Pour Philippe de Villiers, cette cérémonie consacre le « suicide » de la France « devant le monde entier ». Le vice-président des Républicains Julien Aubert regrette que « le sport [ait] été invisibilisé par des messages politiques et sociétaux qui n'y avaient pas sa [sic] place ». Voix discordante de la majorité sortante, le député Renaissance Charles Rodwell se désolé d'une « déferlante woke » qu'il juge également insultante envers les chrétiens.
Certains élus de l'extrême droite et de la droite se montrent toutefois satisfaits de l'événement, comme les députés RN Bruno Clavet et Jean-Philippe Tanguy ou le président de la région Hauts-de-France Xavier Bertrand.

#### Responsables religieux
Dans un communiqué, la Conférence des évêques de France déplore « des scènes de dérision et de moquerie du christianisme » et dénonce, d'une façon plus générale, « l'outrance et la provocation de certaines scènes ». Les évêques français font allusion à une supposée parodie de La Cène, avec une DJ et des drag queens à la place de Jésus-Christ et ses disciples. Ils saluent néanmoins des « moments de beauté, d'allégresse, riches en émotions »,.

### Dans le monde

#### Population
Au niveau national, le Comité international olympique communique les résultats d’un sondage réalisé par Harris Interactive : plus de 85 % des personnes sondées ont aimé la cérémonie et 76 % estiment que cette ouverture a été « la plus mémorable qu’ils aient vue »,.

#### Presse
Le spectacle proposé est reconnu par la presse internationale comme étant un spectacle original et audacieux. Plusieurs critiques sont formulées, après la cérémonie, sur le choix du format et de sa mise en scène, peu adaptées à la captation audiovisuelle et aux aléas météorologiques.
En Suisse, Le Temps parle d'un spectacle grandiose tout en regrettant que « plusieurs tableaux aient tiré en longueur – à l’image [du] cheval mécanique », tandis que la Neue Zürcher Zeitung le résume comme suit : « beaucoup de kitsch, de spectacle et d'histoire culturelle - et bien sûr du mauvais temps ». La Radio télévision suisse qualifie la cérémonie de « hors norme » et de « moderne et étincelante », la Schweizer Radio und Fernsehen de « grande fête » lors de laquelle les Français ont présenté « toute leur diversité culturelle », la Radiotelevisione svizzera di lingua italiana de « cérémonie somptueuse », « spectaculaire » et « résolument agréable » lors de laquelle les athlètes et l'histoire française ont défilé en alternance sur la Seine. Le Frankfurter Allgemeine Zeitung, « il n’y a jamais eu de spectacle comme celui-ci ! » . Der Spiegel se montre enthousiaste tout en regrettant, par exemple, le faux suspense quant à l'identité du mystérieux personnage masqué, présent durant toute la cérémonie mais dont le visage ne sera justement jamais révélé. Le China Daily souligne les efforts du comité d'organisation pour mettre en valeur le romantisme de la ville et l'utilisation des monuments culturels de Paris mettent en valeur l'esprit humaniste des Jeux olympiques tandis que le journal hong-kongais South China Morning Post souligne un spectacle « extravagant » avec des références constantes à l’histoire mouvementée de la France et « adapté pour tous les goûts ». Le journal espagnol Marca parle de la meilleure cérémonie d'ouverture de toutes les éditions, « la plus révolutionnaire qui ait jamais existé », bien que la superposition des évènements ait rendu la cérémonie un peu difficile à suivre. Corriere dello Sport évoque « une inauguration unique et parfois spectaculaire, qui a cependant désamorcé les porte-drapeaux, rendus totalement anonymes par le défilé sur les bateaux ». Pour The Washington Post, la cérémonie est un « exploit audacieux », transformant Paris en « une scène spectaculaire » et démontrant « qu'une réflexion audacieuse pouvait redonner de l'éclat à un événement mondial qui a vu sa popularité chuter ». Le quotidien grec Kathimerini parle d'une « fête fantastique ». Le Times of India juge que la cérémonie est « la plus tentaculaire et la plus élaborée de tous les temps ». L'Italien Corriere della Sera souligne que « Paris a présenté au monde une version adoucie, irénique et idéalisée de son histoire ». Le Nikkei du Japon relate l'impression d'un spectacle comme étant un « tournoi grand ouvert ». Al-Jazeera note une « interprétation sombre et émouvante de l’hymne national français », soulignant « la contribution des femmes à la société française ».
The New York Times se montre plus partagé. Si le quotidien américain applaudit l'apparition des bateaux, la partie finale du show, au Louvre, la prestation d'Aya Nakamura « qui mêle avec brio tradition française et modernité » et le fait de placer les musiciens et les danseurs tout le long de la Seine, il juge que le choix de présenter les équipes sur des bateaux a rendu le spectacle moins fort que lors des éditions précédentes : « Tandis que les bateaux transportant les athlètes naviguaient sur la Seine, on remarquait ce qui manquait. La grande masse d'athlètes réunis en un seul endroit, se déplaçant dans une marée continue. La palette chaotique des costumes nationaux, les différents styles de marche, les fiers porte-drapeaux ». Pour le quotidien américain, ce choix a infériorisé les athlètes, comme réduits au rôle de supporters sommés de faire du bruit pour se faire remarquer. Le journal poursuit en notant la différence qu'il existait entre le spectacle vu des gradins et celui retransmis par la télévision : « les spectateurs ne pouvaient voir que ce qui se trouvait devant eux, et pas très bien ; quand nous les avons vus applaudir, ils réagissaient très probablement aux images diffusées sur un moniteur à proximité. Mais le téléspectateur n’avait pas non plus le sentiment d’avoir la meilleure vue possible. Les athlètes sur leurs bateaux regardaient toujours au loin ; les numéros [chantés ou dansés] n’étaient pas mis en scène de manière inventive à destination des caméras. ». The Guardian se montre beaucoup plus mordant, évoquant une soirée kitsch et ironique, un « spectacle complexe, nuancé, amusant, énergique, diffus, dilué et trop étalé », « une cérémonie qui était, comme toujours, amusante, ridicule, trop longue, trop sombre. Mais aussi agréable, chaleureuse, nécessaire et (…) otage de sa propre arrogance », risible parce que ruinée par la pluie, cet évènement météorologique inattendu qui a fait dégonfler les prétentions de ses organisateurs, mais heureusement sauvée, dans ses dernières minutes, par la prestation de Céline Dion. Et le quotidien anglais de s'interroger : « Peut-être que ce n’était pas seulement la pire cérémonie d’ouverture des Jeux olympiques de tous les temps. Peut-être que ce n’était pas le pire événement en plein air de tous les temps. Peut-être que c’était la pire chose qui soit ». The Independent regrette, lui aussi, que le format choisi n'ait pas su s'adapter à la pluie battante, évoquant une « occasion ratée ». Le journal britannique The Telegraph est mitigé estimant que le final de la cérémonie était « grandiose » notamment le passage avec Céline Dion mais considère que la cérémonie dans son ensemble était un « fiasco » ; il lui attribue la note de 3 étoiles sur 5. La chaîne télévisée britannique GB News déclare que la cérémonie d'ouverture des Jeux de Paris était « la pire de tous les temps ». C'est également l'avis du tabloïd britannique The Daily Express.

#### Officiels
Plusieurs responsables politiques internationaux officiels font état de leur adhésion à l'esprit de la cérémonie. La présidente de la Commission européenne Ursula von der Leyen y a vu une célébration de la « coopération mondiale, la solidarité, l'équité et la persévérance athlétique ». Le chancelier allemand Olaf Scholz parle d'une fête « unique », quand le Premier ministre canadien Justin Trudeau s'attarde sur la prestation de sa compatriote Céline Dion qu'il juge « inoubliable ».

### Distinctions
Lors de la cérémonie des Grammy Awards 2025, la prestation de Gojira, Marina Viotti et Victor Le Masne est récompensée du Grammy Award de la prestation métal pour leur morceau Mea Culpa (Ah ! Ça ira !) dans le tableau Liberté.
L'ensemble des cérémonies d'ouverture et de clôture des Jeux olympiques et paralympiques est récompensé par la Victoire du concert lors des Victoires de la musique 2025.

## Audiences
Le 25 juillet, NBC estime qu'un milliard de personnes dans le monde suivra la diffusion télévisée de la cérémonie en direct. Aux États-Unis, 28,6 millions de téléspectateurs ont regardé la cérémonie sur NBC et Peacock. C'est 60 % de téléspectateurs de plus que pour la cérémonie Jeux de Tokyo en 2021, mais 12 millions de téléspectateurs en moins par rapport à la cérémonie d'ouverture des Jeux de Londres en 2012 qui avait attiré 40,7 millions de téléspectateurs.
En France, la cérémonie, diffusée sur France 2, réunit 23,24 millions de téléspectateurs soit 83,1 % de part de marché entre 19 h 26 et 23 h 30. Un pic d'audience de 25,2 millions (90,2 %) apparaît à 21 h 56. Il s'agit d'un record historique d'audience pour la chaîne de service public France 2, qui place la cérémonie comme deuxième meilleure audience de l'histoire de la télévision française, après la finale de la Coupe du monde de football 2022 diffusée sur TF1 (24,08 millions de téléspectateurs soit 81 % de part de marché),,,. En comptant les visionnages en replay (1,2 million de téléspectateurs), la cérémonie atteint même 24,4 millions de téléspectateurs en moyenne, ce qui en fait le programme le plus vu de l'histoire de la télévision française.
En Allemagne, la diffusion de la cérémonie sur Das Erste est visionnée par plus de 10,1 millions de personnes, soit 45,7 % des téléspectateurs. L'audience de la chaîne privée Eurosport 1 est d'environ 180 000 spectateurs.
En Espagne, l'audience atteint 3,4 millions de téléspectateurs, soit une part de marché de 38,1 %.
En Italie, la Rai enregistre une audience moyenne de 4,204 millions de téléspectateurs soit 29,1 % de part d'audience et un pic d'audience à 20 h 48 avec 5,328 millions de spectateurs.

## Censure à la diffusion
Philippe Katerine apparaissant à l'écran presque nu, entièrement peint en bleu, sortant d’une cloche et représentant le dieu du vin Dionysos, plusieurs diffuseurs décident de censurer cette scène. La chaîne NBC aux États-Unis choisit de ne pas diffuser la séquence. De même, la chaîne marocaine SNRT, dotée d'un règlement assez strict sur la diffusion de la nudité, remplace cette séquence par une photographie du musée du Louvre,.

### Documentaire
- Cérémonie d'ouverture : premiers secrets, réalisé par Manuel Herrero, produit par OBS, diffusé en deux parties les 24 et 25 juillet 2024 sur France 2.